# الطواف العالمي لكرة المضرب النسائية برعاية الاتحاد الدولي لكرة المضرب – 2023 (يوليو–سبتمبر)
أقيم الطواف العالمي لكرة المضرب النسائية لسنة 2023 برعاية الاتحاد الدولي لكرة المضرب ويندرج ضمن الرتبة الثانية لمنافسات المحترفات في كرة المضرب. يحتل مرتبة أدنى من جولة رابطة محترفات كرة المضرب (WTA). تشمل جولة الاتحاد الدولي لكرة المضرب للسيدات بطولات في ست فئات مع جوائز مالية تتراوح من 15،000 دولار إلى 100،000 دولار.

## المواسم
| مواسم الطواف العالمي لكرة المضرب النسائية برعاية الاتحاد الدولي لكرة المضرب | مواسم الطواف العالمي لكرة المضرب النسائية برعاية الاتحاد الدولي لكرة المضرب | مواسم الطواف العالمي لكرة المضرب النسائية برعاية الاتحاد الدولي لكرة المضرب | مواسم الطواف العالمي لكرة المضرب النسائية برعاية الاتحاد الدولي لكرة المضرب | مواسم الطواف العالمي لكرة المضرب النسائية برعاية الاتحاد الدولي لكرة المضرب | مواسم الطواف العالمي لكرة المضرب النسائية برعاية الاتحاد الدولي لكرة المضرب | مواسم الطواف العالمي لكرة المضرب النسائية برعاية الاتحاد الدولي لكرة المضرب | مواسم الطواف العالمي لكرة المضرب النسائية برعاية الاتحاد الدولي لكرة المضرب | مواسم الطواف العالمي لكرة المضرب النسائية برعاية الاتحاد الدولي لكرة المضرب | مواسم الطواف العالمي لكرة المضرب النسائية برعاية الاتحاد الدولي لكرة المضرب |
| تسعينيات القرن العشرين                                                      | تسعينيات القرن العشرين                                                      | تسعينيات القرن العشرين                                                      | تسعينيات القرن العشرين                                                      | تسعينيات القرن العشرين                                                      | تسعينيات القرن العشرين                                                      | تسعينيات القرن العشرين                                                      | تسعينيات القرن العشرين                                                      | تسعينيات القرن العشرين                                                      | تسعينيات القرن العشرين                                                      |
| --------------------------------------------------------------------------- | --------------------------------------------------------------------------- | --------------------------------------------------------------------------- | --------------------------------------------------------------------------- | --------------------------------------------------------------------------- | --------------------------------------------------------------------------- | --------------------------------------------------------------------------- | --------------------------------------------------------------------------- | --------------------------------------------------------------------------- | --------------------------------------------------------------------------- |
| 1994                                                                        | 1995                                                                        | 1995                                                                        | 1996                                                                        | 1997                                                                        | 1998                                                                        | 1999                                                                        |                                                                             |                                                                             |                                                                             |
| العقد الأول من القرن 21                                                     |                                                                             |                                                                             |                                                                             |                                                                             |                                                                             |                                                                             |                                                                             |                                                                             |                                                                             |
| 2000                                                                        | 2001                                                                        | 2002                                                                        | 2003                                                                        | 2004                                                                        | 2005                                                                        | 2006                                                                        | 2007                                                                        | 2008 الربع الأول · الربع الثاني · الربع الثالث                              | 2009                                                                        |
| العقد الثاني من القرن 21                                                    |                                                                             |                                                                             |                                                                             |                                                                             |                                                                             |                                                                             |                                                                             |                                                                             |                                                                             |
| 2010 الربع الأول · الربع الثاني · الربع الثالث · الربع الرابع               | 2011 الربع الأول · الربع الثاني · الربع الثالث · الربع الرابع               | 2012 الربع الأول · الربع الثاني · الربع الثالث · الربع الرابع               | 2013 الربع الأول · الربع الثاني · الربع الثالث · الربع الرابع               | 2014 الربع الأول · الربع الثاني · الربع الثالث · الربع الرابع               | 2015 الربع الأول · الربع الثاني · الربع الثالث · الربع الرابع               | 2016 الربع الأول · الربع الثاني · الربع الثالث · الربع الرابع               | 2017 الربع الأول · الربع الثاني · الربع الثالث · الربع الرابع               | 2018 الربع الأول · الربع الثاني · الربع الثالث · الربع الرابع               | 2019 الربع الأول · الربع الثاني · الربع الثالث · الربع الرابع               |
| العقد الثالث من القرن 21                                                    |                                                                             |                                                                             |                                                                             |                                                                             |                                                                             |                                                                             |                                                                             |                                                                             |                                                                             |
| 2020 الربع الأول · الربع الثاني · الربع الثالث · الربع الرابع               | 2021 الربع الأول · الربع الثاني · الربع الثالث · الربع الرابع               | 2022 الربع الأول · الربع الثاني · الربع الثالث · الربع الرابع               | 2023 الربع الأول · الربع الثاني · الربع الثالث · الربع الرابع               | 2024 الربع الأول · الربع الثاني · الربع الثالث · الربع الرابع               | 2025 الربع الأول · الربع الثاني · الربع الثالث · الربع الرابع               |                                                                             |                                                                             |                                                                             |                                                                             |

## المفتاح
| الفئة       |
| ----------- |
| بطولات W100 |
| بطولات W80  |
| بطولات W60  |
| بطولات W40  |
| بطولات W25  |
| بطولات W15  |

## الأشهر

### يوليو
| الأسبوع  | البطولة                                                                               | الفائزات                                                   | الوصيفات                                       | المتأهلات لنصف النهائي                          | المتأهلات لربع النهائي                                                              |
| -------- | ------------------------------------------------------------------------------------- | ---------------------------------------------------------- | ---------------------------------------------- | ----------------------------------------------- | ----------------------------------------------------------------------------------- |
| يوليو 3  | Open International Féminin de Montpellier مونبلييه، فرنسا ترابي W60 فردي – زوجي       | كلارا بوريل 6–3، 7–5                                       | أسترا شارما                                    | سافو ساكيلاردي جوليا رييرا                      | كارول مونيت · أندريا ميتو · أنستازيا بافليوتشينكوفا · جيني ليم                      |
| يوليو 3  | Open International Féminin de Montpellier مونبلييه، فرنسا ترابي W60 فردي – زوجي       | أمينا أنشبا · صوفيا لانسر · 6–3، 6–4                       | جوليا لوهوف أندريا ميتو                        | سافو ساكيلاردي جوليا رييرا                      | كارول مونيت · أندريا ميتو · أنستازيا بافليوتشينكوفا · جيني ليم                      |
| يوليو 3  | Liepāja Open ليبايا (مدينة)، لاتفيا ترابي W60 فردي – زوجي                             | داريا سيمينستايا 6–4، 6–4                                  | جيسي آني                                       | دليلا سبيتيري كريستينا دينو                     | إيبك أوز بيترا مارشينكو ديانا رادانوفيتش فرانشيسكا كورمي                            |
| يوليو 3  | Liepāja Open ليبايا (مدينة)، لاتفيا ترابي W60 فردي – زوجي                             | داريا سيمينستايا دانييلا فيسمان 4–6، 6–2، [10–3]           | تشالا بويوكاكاتشاي لينا جيورتشيسكا             | دليلا سبيتيري كريستينا دينو                     | إيبك أوز بيترا مارشينكو ديانا رادانوفيتش فرانشيسكا كورمي                            |
| يوليو 3  | لاهاي، هولندا ترابي W40 فردي وزوجي                                                    | أرانتشا روس 7–6(7–3)، 6–4                                  | سارا بيجليك                                    | إيزابيلا شنيكوفا إيفا فيدر                      | لويزا تشيريكو · جوليا أفدييفا · ليا بوشكوفيتش · بيرفو جينجيز                        |
| يوليو 3  | لاهاي، هولندا ترابي W40 فردي وزوجي                                                    | كريستينا ملادينوفيتش أرانتشا روس 6–4، 6–0                  | جاسمين جيمبرير إيزابيل هافيرلاغ                | إيزابيلا شنيكوفا إيفا فيدر                      | لويزا تشيريكو · جوليا أفدييفا · ليا بوشكوفيتش · بيرفو جينجيز                        |
| يوليو 3  | هونغ كونغ، هونغ كونغ صلب W40 فردي وزوجي                                               | وانغ يافان 6–2، 6–3                                        | أوديس تشونغ                                    | آوي إيتو ما يكسين                               | هان نا-لاي · بولينا ياتسينكو · هاروكا كاجي · وي سيجيا                               |
| يوليو 3  | هونغ كونغ، هونغ كونغ صلب W40 فردي وزوجي                                               | أوديس تشونغ كودي وونغ 7–5، 6–4                             | ناتسومي كاواجوتشي كاناكو موريساكي              | آوي إيتو ما يكسين                               | هان نا-لاي · بولينا ياتسينكو · هاروكا كاجي · وي سيجيا                               |
| يوليو 3  | غوتكسو، إسبانيا ترابي W25 فردي وزوجي                                                  | سيون مينديز 2–6، 4–6                                       | مارثا ماتوولا                                  | أنجيلا فيتا بولودا لوسيا كورتيس لوركا           | بولا آرياس مانخون أماندين هيس ديليتا تشيروبيني جينيفر روجيري                        |
| يوليو 3  | غوتكسو، إسبانيا ترابي W25 فردي وزوجي                                                  | ديليتا تشيروبيني آنا سيسكوفا 2–6، 4–6                      | نيكول فوسا هيرجو نولييا زيبالوس                | أنجيلا فيتا بولودا لوسيا كورتيس لوركا           | بولا آرياس مانخون أماندين هيس ديليتا تشيروبيني جينيفر روجيري                        |
| يوليو 3  | كانتانيدي، البرتغال سجاد W25 قرعة الفردي والزوجي                                      | كيمبرلي بيريل 6–4، 3–6، 1–6                                | أرينا روديونوفا                                | تاميرا باسيك · أليونا فالي                      | بترى هول ياسمين منصوري كاتارزينا كاوا فالنتينا رايسر                                |
| يوليو 3  | كانتانيدي، البرتغال سجاد W25 قرعة الفردي والزوجي                                      | فرانسيسكا خورخي ماتيلدي خورخي 6–3، 6–3                     | مادلين بروكس هولي هتشينسون                     | تاميرا باسيك · أليونا فالي                      | بترى هول ياسمين منصوري كاتارزينا كاوا فالنتينا رايسر                                |
| يوليو 3  | بونتا كانا، جمهورية الدومينيكان طين W25 قرعة الفردي والزوجي                           | مارتينا كابورو تابوردا 1–6، 4–6، 4–6                       | يكاترينا مكاروفا                               | ياسمين قباج رافينا كينجسلي                      | نفيسة بيربيروفيتش أليكسا نويل إيما لين كارلوتا مارتينيز سيريز                       |
| يوليو 3  | بونتا كانا، جمهورية الدومينيكان طين W25 قرعة الفردي والزوجي                           | إيما لين إميلي سايبولد 6–1، 6–2                            | كارولين أنصاري أدلين فلاش                      | ياسمين قباج رافينا كينجسلي                      | نفيسة بيربيروفيتش أليكسا نويل إيما لين كارلوتا مارتينيز سيريز                       |
| يوليو 3  | كلوسيرز، سويسرا طين W25 قرعة الفردي والزوجي                                           | لارا شميدت 6–3، 6–2                                        | كريستينا ديمترق                                | ألكسندرا فيتش إيلونا جيورجيان جورواي            | لينا باباداكيس كايجيزا هنيمان جيسيكا ماليتشوفا تينا نادين سميث                      |
| يوليو 3  | كلوسيرز، سويسرا طين W25 قرعة الفردي والزوجي                                           | بولا سيمبرانوس صوفي لوشير 7–6(5-7)، 3–6، [12–14]           | كريستينا ديمترق · برارتانا ثومباري             | ألكسندرا فيتش إيلونا جيورجيان جورواي            | لينا باباداكيس كايجيزا هنيمان جيسيكا ماليتشوفا تينا نادين سميث                      |
| يوليو 3  | ناخون سي تامارات، تايلاند صلب W25 قرعة الفردي والزوجي                                 | مانانشايا ساوانجكايو 6–4، 0–6                              | سهايا يملا بالي                                | بينجتارن بليبويتش لوكسيكا كومخوم                | لي جيويج-سيو إريكا سما بارك سو هيون أنشيسا تشانتا                                   |
| يوليو 3  | ناخون سي تامارات، تايلاند صلب W25 قرعة الفردي والزوجي                                 | روتوجا بسالي إريكا سما 6–7(3–7)، 1–6                       | شريفالي بامديباتي فايدهي تشودهاري              | بينجتارن بليبويتش لوكسيكا كومخوم                | لي جيويج-سيو إريكا سما بارك سو هيون أنشيسا تشانتا                                   |
| يوليو 3  | شتوتغارت، ألمانيا طين W25 قرعة الفردي والزوجي                                         | إيلا سيدل 6–3، 6–1                                         | جوليا مديندورف                                 | يوكي نايتو ألكسندرا كادانتو                     | ديا هردجلاش روزا فيسينس ماس تينا لوكاس ميريام بولقرو                                |
| يوليو 3  | شتوتغارت، ألمانيا طين W25 قرعة الفردي والزوجي                                         | مانا كوامورا يوكي نايتو 6–2، 6–7(4–7)، [7–10]              | دينيشا هيندوفا كارولينا كوبانوفا               | يوكي نايتو ألكسندرا كادانتو                     | ديا هردجلاش روزا فيسينس ماس تينا لوكاس ميريام بولقرو                                |
| يوليو 3  | تيانجين، الصين صلب W15 قرعة الفردي والزوجي                                            | يوان تشينغيي 4–6، 6–4، 6–4                                 | رين يوفي                                       | لي جيايو كاي شينيو                              | أنابيل شو شي هان ثاسابورن ناكلو دونغ نا                                             |
| يوليو 3  | تيانجين، الصين صلب W15 قرعة الفردي والزوجي                                            | وانغ جياكي يانغ ييدي 7–5، 6–4                              | ليو ياني ياو شينشين                            | لي جيايو كاي شينيو                              | أنابيل شو شي هان ثاسابورن ناكلو دونغ نا                                             |
| يوليو 3  | المنستير، تونس صلب W15 قرعة الفردي والزوجي                                            | كاميلا زانوليني 4–6، 6–4، 6–2                              | لميس الحسين عبد العزيز                         | كاتارينا كوزموفا أميليا بيسيت                   | شيراز بشري · إليزافيتا شيبكينا · لوسيا ليناريس دومينغو · أيومي كوشيشي               |
| يوليو 3  | المنستير، تونس صلب W15 قرعة الفردي والزوجي                                            | سلمى دروجدوفا كاتارينا كوزموفا ووك أوفر                    | أڭلايا فيدوروفا · إليزافيتا شيبكينا            | كاتارينا كوزموفا أميليا بيسيت                   | شيراز بشري · إليزافيتا شيبكينا · لوسيا ليناريس دومينغو · أيومي كوشيشي               |
| يوليو 3  | لاكيووود، الولايات المتحدة صلب W15 قرعة الفردي والزوجي                                | هانا تشانغ 1–1 انسحاب                                      | ماري ستويانا                                   | سافانا برودس إيرين كايتانو                      | براندي ووكر كيلي كيلر كافيا لوبيز إيما تشارني                                       |
| يوليو 3  | لاكيووود، الولايات المتحدة صلب W15 قرعة الفردي والزوجي                                | فيونا كراولي ماري ستويانا 7–5، 6–7(3–7)، [10–5]            | ماري لويس براندي ووكر                          | سافانا برودس إيرين كايتانو                      | براندي ووكر كيلي كيلر كافيا لوبيز إيما تشارني                                       |
| 10 يوليو | تورنو إنترنازيونالي فمينيل أنتيكو تيرو إيه فولو روما، إيطاليا ترابية W60 فردي - زوجي  | جيسيكا بوزاس مانيرو 6–2، 6–4                               | رالوكا سيربان                                  | جينيفر روجيري لينا جورشيسكا                     | إيرين بوريلو إسكوريهويلا ماتيلد باوليتتي سيوني منديز ديستاني أيافا                  |
| 10 يوليو | تورنو إنترنازيونالي فمينيل أنتيكو تيرو إيه فولو روما، إيطاليا ترابية W60 فردي - زوجي  | يوليا هاتوكه · جيبك كولامباييفا · 6–4، 6–4                 | يوليانا ليزارازو ماريا بولينا بيريز            | جينيفر روجيري لينا جورشيسكا                     | إيرين بوريلو إسكوريهويلا ماتيلد باوليتتي سيوني منديز ديستاني أيافا                  |
| 10 يوليو | بطولة أمستلڤين النسائية المفتوحة أمستلفين، هولندا ترابية W60 فردي - زوجي              | كايا كانيبي 6–2، 7–6(7–5)                                  | لولا راديفوجيفيتش                              | بريندا فروهفيرتوفا نوما نوها أكوجوي             | أليس روب أنوك كويفرمانز يلينا إن-ألبون أوسيان دودان                                 |
| 10 يوليو | بطولة أمستلڤين النسائية المفتوحة أمستلفين، هولندا ترابية W60 فردي - زوجي              | نوما نوها أكوجوي ماري فيكرلي 7–5، 6–3                      | أيلة أكسو إنا كاجيفيتش                         | بريندا فروهفيرتوفا نوما نوها أكوجوي             | أليس روب أنوك كويفرمانز يلينا إن-ألبون أوسيان دودان                                 |
| 10 يوليو | تحدي ساسكاتون ساسكاتون، كندا صلب W60 فردي - زوجي                                      | فيكتوريا مبوكو 6–4، 6–4                                    | إيمينا بيكتاس                                  | كاتارينا كوزاروف غريس مين                       | ألانا سميث ستايسي فونغ ريناتا زارازوا كايلا كروس                                    |
| 10 يوليو | تحدي ساسكاتون ساسكاتون، كندا صلب W60 فردي - زوجي                                      | أبيغيل رينشيلي ألانا سميث 4–6، 6–4، [10–7]                 | ستايسي فونغ كارمن ثاندي                        | كاتارينا كوزاروف غريس مين                       | ألانا سميث ستايسي فونغ ريناتا زارازوا كايلا كروس                                    |
| 10 يوليو | بونتا كانا، جمهورية الدومينيكان ترابية W25 قرعة الفردي والزوجي                        | كارلوتا مارتينيز سيريز 6–3، 6–3                            | إيكاترينا ماكاروفا                             | سولانا سييرا غيرغانا توبالوفا                   | رافينا كينجسلي رايتشل غايلس مارتينا كابورو تابوردا آنا صوفيا سانشيز                 |
| 10 يوليو | بونتا كانا، جمهورية الدومينيكان ترابية W25 قرعة الفردي والزوجي                        | فيكتوريا أوسويجوي ويتني أوسويجوي 6–1، 1–6، [10–7]          | اليسيا هيريرو لينانا ميلاني سولانج كريوج       | سولانا سييرا غيرغانا توبالوفا                   | رافينا كينجسلي رايتشل غايلس مارتينا كابورو تابوردا آنا صوفيا سانشيز                 |
| 10 يوليو | كورويش، البرتغال صلب W25 قرعة الفردي والزوجي                                          | غاو شينيو 6–2، 6–3                                         | أليون فالاي                                    | أناستاسيا زخاروفا · فاليريا سافينيخ             | تاليا جيبسون كاتي دان بارك سو هيون ماديسون إنجليس                                   |
| 10 يوليو | كورويش، البرتغال صلب W25 قرعة الفردي والزوجي                                          | تاليا جيبسون بيترا هول 6–3، 3–6، [10–6]                    | صوفيا كوستولاس لولو سن                         | أناستاسيا زخاروفا · فاليريا سافينيخ             | تاليا جيبسون كاتي دان بارك سو هيون ماديسون إنجليس                                   |
| 10 يوليو | نايمان، الصين صلب W25 قرعة الفردي والزوجي                                             | لي زونغيو 6–4، 6–2                                         | يو إكسياودي                                    | ياو شينشين لو جياجينغ                           | فينج شيو وو ميكسو تساو تشيا-يي يانغ يا-يي                                           |
| 10 يوليو | نايمان، الصين صلب W25 قرعة الفردي والزوجي                                             | فينج شيو وو ميكسو 1–6، 6–3، [10–5]                         | دانج ييمينج يو إكسياودي                        | ياو شينشين لو جياجينغ                           | فينج شيو وو ميكسو تساو تشيا-يي يانغ يا-يي                                           |
| 10 يوليو | دون بينيتو، إسبانيا سجاد W25 قرعة الفردي والزوجي                                      | تاميرا باسيك 7–6(9–7)، 6–7(5–7)، 7–6(7–3)                  | فالنتينا ريسر                                  | زينب سينميز جوانا جارلاند                       | بولينا ياتسينكو · بيمرا أوزجن · جوستينا ميكولسكيت · ديانا مارسنكفيتشا               |
| 10 يوليو | دون بينيتو، إسبانيا سجاد W25 قرعة الفردي والزوجي                                      | ماريا فرناندا هيرازو أناستاسيا ياماشتشين 7–6(10–8)، 6–3    | لوسيا كورتيز لوركا أولغا باريس أزكويتا         | زينب سينميز جوانا جارلاند                       | بولينا ياتسينكو · بيمرا أوزجن · جوستينا ميكولسكيت · ديانا مارسنكفيتشا               |
| 10 يوليو | أشافنبورغ، ألمانيا طين W25 قرعة الفردي والزوجي                                        | ماري بينوا 6–3، 6–3                                        | جولي ستروبلوفا                                 | هان فاندي وينكل سافو ساكيلاياديس                | إلينا بريدانكينا · جيني دورست · إيفانا شيبيستوفا · أنيتا كوشموفا                    |
| 10 يوليو | أشافنبورغ، ألمانيا طين W25 قرعة الفردي والزوجي                                        | إلينا بريدانكينا · إيفانا شيبيستوفا · 2–6، 6–2، [10–5]     | مانون ليونارد لوسي نجوين تان                   | هان فاندي وينكل سافو ساكيلاياديس                | إلينا بريدانكينا · جيني دورست · إيفانا شيبيستوفا · أنيتا كوشموفا                    |
| 10 يوليو | ناخون سي تامارات، تايلاند صلب W15 قرعة الفردي والزوجي                                 | آنشيسا شنتا 4–6، 7–5، 6–1                                  | باتشارين شيابشانديج                            | لانلانا تارارودي باك دا-يون                     | بونين كوفابيتوكتيد داشا إيفانوفا مونيك باري كارول يونغ سو لي                        |
| 10 يوليو | ناخون سي تامارات، تايلاند صلب W15 قرعة الفردي والزوجي                                 | مونيك باري شريفيلي بهميديباتي 6–3، 7–6(7–3)                | بونين كوفابيتوكتيد سوبابيتش كوايروم            | لانلانا تارارودي باك دا-يون                     | بونين كوفابيتوكتيد داشا إيفانوفا مونيك باري كارول يونغ سو لي                        |
| 10 يوليو | باكاو، رومانيا طين W15 قرعة الفردي والزوجي                                            | أميلي فان إيمب 6–2، 6–1                                    | ماريا سارا بوبا                                | باتريسيا باوكشتيت لورا هيتارانتا                | سيمونا أوجيسكو شتيفانيا بوجيكا باتريسيا ماريا تيغ جوليا كاربونارو                   |
| 10 يوليو | باكاو، رومانيا طين W15 قرعة الفردي والزوجي                                            | شتيفانيا بوجيكا باتريسيا باوكشتيت Walkover                 | ميلانيا ديلاي جريتا شييروني                    | باتريسيا باوكشتيت لورا هيتارانتا                | سيمونا أوجيسكو شتيفانيا بوجيكا باتريسيا ماريا تيغ جوليا كاربونارو                   |
| 10 يوليو | المنستير، تونس صلبة W15 قرعة الفردي والزوجي                                           | أيومي كوشيشي 6–0 انسحاب.                                   | كاميلا زانوليني                                | فلادا مينتشيفا · لارا بفيفر                     | سلمى دروغدوفا ماري فيليت كارين ماريون جوب كاتارينا كوزموفا                          |
| 10 يوليو | المنستير، تونس صلبة W15 قرعة الفردي والزوجي                                           | بيفرلي نيانغون أنجيلا أوكوتوي 6–4، 3–6، [10–2]             | سميرة دي ستيفانو جايا بارافيتشيني              | فلادا مينتشيفا · لارا بفيفر                     | سلمى دروغدوفا ماري فيليت كارين ماريون جوب كاتارينا كوزموفا                          |
| 10 يوليو | ليكوود، الولايات المتحدة صلبة W15 قرعة الفردي والزوجي                                 | ريس برانتماير 6–4، 6–4                                     | هايلي جيافارا                                  | آن كريستين لوتكيمير أوبريغون مالكيا نغونو       | آنا كامبانا سافانا برودوس رينون أوكواكي كيت فقيه                                    |
| 10 يوليو | ليكوود، الولايات المتحدة صلبة W15 قرعة الفردي والزوجي                                 | سافانا برودوس أنيتا صهديفا 6–3، 6–3                        | ريس برانتماير فيونا كرولي                      | آن كريستين لوتكيمير أوبريغون مالكيا نغونو       | آنا كامبانا سافانا برودوس رينون أوكواكي كيت فقيه                                    |
| 17 يوليو | أوبن أرابا إن فيمينينو فيتوريا-غاستيز، إسبانيا صلبة W100 فردي – زوجي                  | داريا سنيغور 3–6، 6–4، 6–1                                 | جيسيكا بونشيه                                  | باي زووشان ألكس إيالا                           | جودي بوراج · مارينا باسولس ريبييرا · فاليريا سافينيخ · لوسيا كورتيس لوركا           |
| 17 يوليو | أوبن أرابا إن فيمينينو فيتوريا-غاستيز، إسبانيا صلبة W100 فردي – زوجي                  | أليشيا بارنيت أوليفيا نيكولز 6–3، 6–4                      | إستيل كاسينو ديانا مارسنكفيتشا                 | باي زووشان ألكس إيالا                           | جودي بوراج · مارينا باسولس ريبييرا · فاليريا سافينيخ · لوسيا كورتيس لوركا           |
| 17 يوليو | بطولة بنك غرانبي الوطنية جرانبي، كندا صلبة W100 فردي – زوجي                           | كايلا داي 6–4، 2–6، 7–5                                    | كاثرين سيبوف                                   | ريبيكا مارينو أشلين كروغر                       | مارينا ستاكوسيك إمينه بيكتاش كادنز بريس هيمينو ساكاتسومي                            |
| 17 يوليو | بطولة بنك غرانبي الوطنية جرانبي، كندا صلبة W100 فردي – زوجي                           | مارسيلا زكرياس ريناتا زارازوا 6–3، 6–3                     | كارمن كورلي إيفانا كورلي                       | ريبيكا مارينو أشلين كروغر                       | مارينا ستاكوسيك إمينه بيكتاش كادنز بريس هيمينو ساكاتسومي                            |
| 17 يوليو | كلاسيك المستشفى النسائي إيفانسفل، الولايات المتحدة صلبة W60 فردي – زوجي               | كارمان ثاندي 7–5، 4–6، 6–1                                 | يوليا ستارودوبتسيفا                            | ماديسون برينجل ماكارتني كيسلر                   | نفيسة بيربيروفيتش · فيرونيكا ميروسنيتشينكو · آلي كيك · أشلي لاهاي                   |
| 17 يوليو | كلاسيك المستشفى النسائي إيفانسفل، الولايات المتحدة صلبة W60 فردي – زوجي               | ماريا كونونوفا · فيرونيكا ميروسنيتشينكو · 6–3، 2–6، [10–8] | ماكارتني كيسلر يوليا ستارودوبتسيفا             | ماديسون برينجل ماكارتني كيسلر                   | نفيسة بيربيروفيتش · فيرونيكا ميروسنيتشينكو · آلي كيك · أشلي لاهاي                   |
| 17 يوليو | كأس إيتس أولوموتس، جمهورية التشيك ترابية W60 فردي – زوجي                              | داريا سيمينيستايا 6–7(6–8)، 6–3، 6–1                       | ليا بوشكوفيتش                                  | ألكسندرا كادانتو سارة شاكاريفيتش                | لايرا روميرو جورماز · تيريزا فالينتوفا · ماري بينوا · يوليا هاتوكا                  |
| 17 يوليو | كأس إيتس أولوموتس، جمهورية التشيك ترابية W60 فردي – زوجي                              | ماغدالينا سميكالوفا تيريزا فالينتوفا 6–2، 6–2              | جيبيك كولامباييفا داريا سيمينيستايا            | ألكسندرا كادانتو سارة شاكاريفيتش                | لايرا روميرو جورماز · تيريزا فالينتوفا · ماري بينوا · يوليا هاتوكا                  |
| 17 يوليو | بورتو، البرتغال صلب W40 قرعة الفردي والزوجي                                           | إيزابيلا شنيكوفا 6–4، 7–5                                  | كريستينا ملادينوفيتش                           | أريان هارتونو أرينا روديونوفا                   | هارموني تان · ماريا بوندارينكو · لولو صن · جاو شينيو                                |
| 17 يوليو | بورتو، البرتغال صلب W40 قرعة الفردي والزوجي                                           | غابرييلا دا سيلفا-فيك ألكسندرا أوزبورن 6–4، 6–3            | فرانسيسكا خورخي ماتيلد خورخي                   | أريان هارتونو أرينا روديونوفا                   | هارموني تان · ماريا بوندارينكو · لولو صن · جاو شينيو                                |
| 17 يوليو | بارنو، إستونيا ترابية W25 قرعة الفردي والزوجي                                         | سارا بيليك 7–5، 6–4                                        | لوسجا تشيريتش باغاريك                          | ميلين نودي لورا هييتارانتا                      | مارثا ماتولا إلينا مالوجينا جيني دورست إيلاي يوريك                                  |
| 17 يوليو | بارنو، إستونيا ترابية W25 قرعة الفردي والزوجي                                         | نيكول فوسا هيرجو لويزا ماير أوف دير هايد 7–5، 7–5          | لوسجا تشيريتش باغاريك جيني دورست               | ميلين نودي لورا هييتارانتا                      | مارثا ماتولا إلينا مالوجينا جيني دورست إيلاي يوريك                                  |
| 17 يوليو | روهامبتون، المملكة المتحدة صلب W25 قرعة الفردي والزوجي                                | آسيا محمد 6–2، 1–0 انسحاب.                                 | بارك سو هيون                                   | ناهو ساتو أمارني بانكس                          | كاتي دان ألكسندرا فيسيتش أليس غيلان آنا بروغان                                      |
| 17 يوليو | روهامبتون، المملكة المتحدة صلب W25 قرعة الفردي والزوجي                                | روتوجا بسالي سارة بيث غري 0–6، 6–4، [10–4]                 | ماديلين بروكس هولي هاتشينسون                   | ناهو ساتو أمارني بانكس                          | كاتي دان ألكسندرا فيسيتش أليس غيلان آنا بروغان                                      |
| 17 يوليو | دارمشتات، ألمانيا ترابية W25 قرعة الفردي والزوجي                                      | تينا لوكاس 6–3، 6–4                                        | لولا راديفوييفيتش                              | تاتيانا بيري كيارا شول                          | نيكول ريفكين · كارولينا كول · إلينا بريدانكينا · يوكي نايتو                         |
| 17 يوليو | دارمشتات، ألمانيا ترابية W25 قرعة الفردي والزوجي                                      | ميكائيلا بايرلوفا ألانا بارنابي 7–5، 6–4                   | أرينا غابرييلا فاسيليسكو · أنستازيا زولوتاريفا | تاتيانا بيري كيارا شول                          | نيكول ريفكين · كارولينا كول · إلينا بريدانكينا · يوكي نايتو                         |
| 17 يوليو | ليس كونتامين مونجوا، فرنسا صلب W15 قرعة الفردي والزوجي                                | سيلينا دال 6–2، 6–3                                        | إيمانويل جيرارد                                | ميشيكا أوزيكي ساندي مارتي                       | أستريد سيروت جيني ليم ماتيلدا موتافدزيك كلوي نويل                                   |
| 17 يوليو | ليس كونتامين مونجوا، فرنسا صلب W15 قرعة الفردي والزوجي                                | أستريد سيروت مارين سزوتاك 6–3، 3–6، [10–7]                 | سيلين سيمونيو كاترينا تسوجوروفا                | ميشيكا أوزيكي ساندي مارتي                       | أستريد سيروت جيني ليم ماتيلدا موتافدزيك كلوي نويل                                   |
| 17 يوليو | ناخون سي ثامارات، تايلاند صلب W15 قرعة الفردي والزوجي                                 | لانلانا تارارودي 6–4، 6–4                                  | باك دا يون                                     | بونين كوفابيتوكتيد باتشارين تشيبشانديج          | هيكارو ساتو آن يو جين هونكا كوباياشي مارينت سايبسما                                 |
| 17 يوليو | ناخون سي ثامارات، تايلاند صلب W15 قرعة الفردي والزوجي                                 | أنري ناغاتا كيسا يوشيوكا 4–6، 6–2، [10–6]                  | يتاوي تشيمتشام لوندا كامهوم                    | بونين كوفابيتوكتيد باتشارين تشيبشانديج          | هيكارو ساتو آن يو جين هونكا كوباياشي مارينت سايبسما                                 |
| 17 يوليو | الدار البيضاء، المغرب طين W15 فردي وزوجي                                              | ميريل هويدت 6–3، 6–2                                       | أندريا أوبرافوفيتش                             | فيتوريا مودستي تيانتسوا سارة راكوتومانغا راجونا | سميرة دي ستيفانو · آية العوني · ألكسندرا شوبلادزه · فيديريكا أورغيسي                |
| 17 يوليو | الدار البيضاء، المغرب طين W15 فردي وزوجي                                              | أستريد لو يان فون ماري ميترو 7–6(7–4)، 7–6(7–5)            | أليساندرا تيدوسيسكو فيديريكا أورغيسي           | فيتوريا مودستي تيانتسوا سارة راكوتومانغا راجونا | سميرة دي ستيفانو · آية العوني · ألكسندرا شوبلادزه · فيديريكا أورغيسي                |
| 17 يوليو | المنستير، تونس صلب W15 فردي وزوجي                                                     | أيومي كوشيشي 6–4، 6–2                                      | صوفيا كاميلا روجاس                             | كاتارينا كوزموفا كريستينا إلينا تيجليا          | هيلينا ستيفيتش صوفيا بويلاي أنجيلا أوكوتوي سلمى دروجدوفا                            |
| 17 يوليو | المنستير، تونس صلب W15 فردي وزوجي                                                     | فانيسا بوبا تييوسانو إيوانا زفونارو 6–2، 6–3               | إيلا سيمونز بيل تومبسون                        | كاتارينا كوزموفا كريستينا إلينا تيجليا          | هيلينا ستيفيتش صوفيا بويلاي أنجيلا أوكوتوي سلمى دروجدوفا                            |
| 24 يوليو | فيغيرا دا فوز الدولي للسيدات فيغيرا دا فوز، البرتغال صلب W100 فردي – زوجي             | ألينا كورنييفا · 6–0، 6–0                                  | كارول مونيت                                    | فرانسيسكا خورخي هارموني تان                     | سارة بيث غري يوريكو ميازاكي باي زووكسان يلينا إن ألبون                              |
| 24 يوليو | فيغيرا دا فوز الدولي للسيدات فيغيرا دا فوز، البرتغال صلب W100 فردي – زوجي             | يوديس تشونغ أريان هارتونو 6–3، 6–2                         | ألينا كورنييفا · أناستازيا تيخونوفا            | فرانسيسكا خورخي هارموني تان                     | سارة بيث غري يوريكو ميازاكي باي زووكسان يلينا إن ألبون                              |
| 24 يوليو | دالاس سلسلة الصيف دالاس، الولايات المتحدة صلب (داخلي) W60 فردي – زوجي                 | يوليا ستارودوبتسيفا 3–6، 6–2، 6–2                          | وانغ يافان                                     | ما يكسين ماري ستويانا                           | ماديسون برينجل ريناتا زارازوا هيمينو ساكاتسومي ماكننا جونز                          |
| 24 يوليو | دالاس سلسلة الصيف دالاس، الولايات المتحدة صلب (داخلي) W60 فردي – زوجي                 | سوفي تشانغ آشلي لايهي 6–2، 6–2                             | ماكننا جونز جيمي لوب                           | ما يكسين ماري ستويانا                           | ماديسون برينجل ريناتا زارازوا هيمينو ساكاتسومي ماكننا جونز                          |
| 24 يوليو | هورب أم نيكار، ألمانيا طين W25 فردي وزوجي                                             | فيرونيكا إرجافيتس 5–7، 6–2، 6–3                            | آنا غابريك                                     | دانييلا فيسمان فيفيان وولف                      | سينا هيرمان · شانتال سوفان · إيكاترين جورجودزي · داريا أستاخوفا                     |
| 24 يوليو | هورب أم نيكار، ألمانيا طين W25 فردي وزوجي                                             | داريا أستاخوفا · دانييلا فيسمان · 6–3، 6–2                 | لورا بونير بيرتا بوناردي                       | دانييلا فيسمان فيفيان وولف                      | سينا هيرمان · شانتال سوفان · إيكاترين جورجودزي · داريا أستاخوفا                     |
| 24 يوليو | كاستيلا ي ليون المفتوحة إل إسبينار، إسبانيا صلب W25 فردي وزوجي                        | ماريا بوندارينكو · 6–7(4–7)، 6–0، 6–0                      | إيكاترينا راينغولد                             | بولينا ياتسينكو · آنا صوفيا سانشيز              | بولا أرياس مانجون · أنستازيا كوفاليفا · إينا شيبهارا · سيباستيانا سيليبوطي          |
| 24 يوليو | كاستيلا ي ليون المفتوحة إل إسبينار، إسبانيا صلب W25 فردي وزوجي                        | رشيدة ماكادو ألكسندرا أوزبورن 6–4، 6–3                     | كو يون وو ديانا مارسنكفيتشا                    | بولينا ياتسينكو · آنا صوفيا سانشيز              | بولا أرياس مانجون · أنستازيا كوفاليفا · إينا شيبهارا · سيباستيانا سيليبوطي          |
| 24 يوليو | براغدو (مدينة)، الأرجنتين تراب W25 فردي وزوجي النتائح                                 | مارتينا كابورو تابوردا 6–4، 6–1                            | سولانا سييرا                                   | ميلاني سولانج كريووج فيكتوريا رودريغيز          | كانديلا فاسكيز سول إلين لارايا جيداي رومينا كونيو جيليرمينا نايا                    |
| 24 يوليو | براغدو (مدينة)، الأرجنتين تراب W25 فردي وزوجي النتائح                                 | رومينا كونيو فيكتوريا رودريغيز 6–2، 6–3                    | لوسيانا مويانو كانديلا فاسكيز                  | ميلاني سولانج كريووج فيكتوريا رودريغيز          | كانديلا فاسكيز سول إلين لارايا جيداي رومينا كونيو جيليرمينا نايا                    |
| 24 يوليو | سابورو، اليابان تراب W15 فردي وزوجي النتائح                                           | ثاسابورن ناكلو 6–1، 6–2                                    | مي هاسيجاوا                                    | ناتسوكي يوشيموتو أيومي ميا موتو                 | هيرومي آبي ميو ناكاشيما آن يو-جين ميو موشيكا                                        |
| 24 يوليو | سابورو، اليابان تراب W15 فردي وزوجي النتائح                                           | أيومي ميا موتو ثاسابورن ناكلو 6–2، 6–4                     | هان جيانجشيو ماو موشيكا                        | ناتسوكي يوشيموتو أيومي ميا موتو                 | هيرومي آبي ميو ناكاشيما آن يو-جين ميو موشيكا                                        |
| 24 يوليو | كالوندرا، أستراليا صلب W15 فردي وزوجي النتائح                                         | ميليسا إرجان 6–2، 7–5                                      | ستيفاني ويب                                    | أشلي نيركر لاكيسا خان                           | أشلي سيمز نيثيسا سيلفراج جابرييل فيليجاس لارا ووكر                                  |
| 24 يوليو | كالوندرا، أستراليا صلب W15 فردي وزوجي النتائح                                         | أليسيا سميث ستيفاني ويب 6–1، 6–2                           | ناناري كاتسومي زارا لارك                       | أشلي نيركر لاكيسا خان                           | أشلي سيمز نيثيسا سيلفراج جابرييل فيليجاس لارا ووكر                                  |
| 24 يوليو | فايله، الدنمارك تراب W15 فردي وزوجي النتائح                                           | ريبيكا مونك مورتيزنسن 6–3، 3–6، 6–0                        | لورا هييتارانتا                                | هانا فيلر مولر نيكول ريفكين                     | جانتي تيلبرجر · إليني كريستوفي · جيسيكا بيرتولدو · آنا زيريانوفا                    |
| 24 يوليو | فايله، الدنمارك تراب W15 فردي وزوجي النتائح                                           | أنستاسيا سوبوليفا داريا يسوبتشوك 7–5، 7–6(7–3)             | ريبيكا مونك مورتيزنسن هانا فيلر مولر           | هانا فيلر مولر نيكول ريفكين                     | جانتي تيلبرجر · إليني كريستوفي · جيسيكا بيرتولدو · آنا زيريانوفا                    |
| 24 يوليو | المنستير، تونس صلب W15 فردي وزوجي النتائح                                             | أنجيلا أوكوتوي 6–2، 7–6(7–2)                               | إيزابيلا هارفسون                               | زيل ديساي ألكسندرا يورداتشي                     | أنستاسيا أباڠناتو ماري فيلت فيرينا ميليس كارولين روميو                              |
| 24 يوليو | المنستير، تونس صلب W15 فردي وزوجي النتائح                                             | أنستاسيا أباڠناتو فيرجينيا فيرارا 3–6، 7–5، [10–8]         | ألكسندرا كوراشفيلي جايا بارافيسيني             | زيل ديساي ألكسندرا يورداتشي                     | أنستاسيا أباڠناتو ماري فيلت فيرينا ميليس كارولين روميو                              |
| 24 يوليو | الدار البيضاء، المغرب تراب W15 فردي وزوجي النتائح                                     | ياسمين قباج 6–2، 6–2                                       | صوفيا روكيتاي                                  | ألينا جرانوير آية العوني                        | ماري مترو ميريل هوي ت تيانصوا سارة ركتومنجا رجواناه أندريا أوبرادوفيتش              |
| 24 يوليو | الدار البيضاء، المغرب تراب W15 فردي وزوجي النتائح                                     | ميريل هوي د ديمي تران 3–6، 6–2، [10–4]                     | منال النقيري سلمى لودلي                        | ألينا جرانوير آية العوني                        | ماري مترو ميريل هوي ت تيانصوا سارة ركتومنجا رجواناه أندريا أوبرادوفيتش              |
| 31 يوليو | إنجي أوبن فييرا دي سانتانا فييرا دي سانتانا، البرازيل صلب W60 فردي - زوجي             | لورا بيجوسي 6–1، 6–4                                       | يانا كولودينسكا                                | هايلي جيافارا إيدن سيلفا                        | فاليريا ستراخوفا فارفارا ليبتشينكو رافينا كينجسلي ليوليا جانجين                     |
| 31 يوليو | إنجي أوبن فييرا دي سانتانا فييرا دي سانتانا، البرازيل صلب W60 فردي - زوجي             | ليوليا جانجين فاليريا ستراخوفا 7–5، 6–4                    | هايلي جيافارا أبيجيل رينشيلي                   | هايلي جيافارا إيدن سيلفا                        | فاليريا ستراخوفا فارفارا ليبتشينكو رافينا كينجسلي ليوليا جانجين                     |
| 31 يوليو | البطولات الدولية للتنس في فريولي فينيزيا جوليا كوردينونز، إيطاليا طين W60 فردي – زوجي | فيرونيكا إرجافيك 6–3، 6–4                                  | ألكسندرا كادانتو                               | داللا سبيتيري فاني ستولار                       | تيساه أندريانجافيتريمو إميلي أبلتون كاميلا روساتيليو سادا ناهيما                    |
| 31 يوليو | البطولات الدولية للتنس في فريولي فينيزيا جوليا كوردينونز، إيطاليا طين W60 فردي – زوجي | أنجيليكا موراتيلي كاميلا روساتيليو 0–6، 6–2، [10–5]        | إيزابيل هافيرلاغ إيفا فيدر                     | داللا سبيتيري فاني ستولار                       | تيساه أندريانجافيتريمو إميلي أبلتون كاميلا روساتيليو سادا ناهيما                    |
| 31 يوليو | السيدات المفتوحة هيتشينغين هشينغن، ألمانيا طين W60 فردي – زوجي                        | بريندا فروفيرتوفا 6–3، 6–1                                 | زيفا فالكينر                                   | آنا بوندير جيسيكا بوزاس مانييرو                 | صوفيا لانسير · ألكسندرا فيكيتش · سافو ساكيلاريدي · جوليا ميديندورف                  |
| 31 يوليو | السيدات المفتوحة هيتشينغين هشينغن، ألمانيا طين W60 فردي – زوجي                        | ألونا فومينا · لينا جورشيسكا · 6–2، 6–4                    | إيكاترين جورجودزي كاتارينا هوبغارسكي           | آنا بوندير جيسيكا بوزاس مانييرو                 | صوفيا لانسير · ألكسندرا فيكيتش · سافو ساكيلاريدي · جوليا ميديندورف                  |
| 31 يوليو | تشالنجر ليكسينغتون ليكسينغتون، الولايات المتحدة صلب W60 فردي – زوجي                   | ريناتا زارازوا 1–6، 7–6(7–4)، 7–5                          | كارولين دولهايد                                | وانغ يافان أوليفيا جاديكي                       | ماكينا جونز كيمبرلي بيريل مكارتني كيسلر هيمينو ساكاتسومي                            |
| 31 يوليو | تشالنجر ليكسينغتون ليكسينغتون، الولايات المتحدة صلب W60 فردي – زوجي                   | ألكسيس بلوخينا آفا ماركام 6–4، 7–6(7–1)                    | أوليفيا جاديكي ديلاينا هيويت                   | وانغ يافان أوليفيا جاديكي                       | ماكينا جونز كيمبرلي بيريل مكارتني كيسلر هيمينو ساكاتسومي                            |
| 31 يوليو | كأس تيك للسيدات برشلونة، إسبانيا صلب W60 فردي – زوجي                                  | أرينا روديونوفا 6–4، 5–7، 6–1                              | فاليريا سافينيخ                                | أوديس تشونج جورجينا غارسيا بيريز                | آنا بروجان ديسبينا باباميتشايل إيزابيلا شنيكوفا أليكس أيالا                         |
| 31 يوليو | كأس تيك للسيدات برشلونة، إسبانيا صلب W60 فردي – زوجي                                  | بارثانا ثومباري · أناستاسيا تيخونوفا · 3–6، 6–1، [10–7]    | إستيل كاسينو ديانا مارسنكفيتشا                 | أوديس تشونج جورجينا غارسيا بيريز                | آنا بروجان ديسبينا باباميتشايل إيزابيلا شنيكوفا أليكس أيالا                         |
| 31 يوليو | جونين، الأرجنتين طين W25 قرعة الفردي والزوجي                                          | مارتينا كابرو تابرودا 3–6، 7–6(7–2)، 6–1                   | سولانا سييرا                                   | ميريان تونا كاترينا ستيوارت                     | فرنندا لابرانيا ماريا كاميل توريز موريسيا Victoria Rodríguez ماريا فلورنسيا أوروتيا |
| 31 يوليو | جونين، الأرجنتين طين W25 قرعة الفردي والزوجي                                          | رومينا شونو Victoria Rodríguez 6–2، 2–6، [10–7]            | جولييتا لارا إيستابل فرنندا لابرانيا           | ميريان تونا كاترينا ستيوارت                     | فرنندا لابرانيا ماريا كاميل توريز موريسيا Victoria Rodríguez ماريا فلورنسيا أوروتيا |
| 31 يوليو | كأس الرئيس آستانا، كازاخستان صلب W25 قرعة الفردي والزوجي                              | بولينا ياتشينكو · 6–3، 6–3                                 | أليونا فالي                                    | اناستاسيا زاخاروفا · بولينا ليكينا              | يلينا بريدانكينا · هارونا أراكاوا · إريكا سما · إيكاترينا ماكلاكوفا                 |
| 31 يوليو | كأس الرئيس آستانا، كازاخستان صلب W25 قرعة الفردي والزوجي                              | هارونا أراكاوا إريكا سما 7–6(8–6)، 3–6، [5–10]             | شريفالي باميديباتي فايدهى تشودهارى             | اناستاسيا زاخاروفا · بولينا ليكينا              | يلينا بريدانكينا · هارونا أراكاوا · إريكا سما · إيكاترينا ماكلاكوفا                 |
| 31 يوليو | كوجه، الدنمارك ترابي W25 القرعة والفردي والزوجي                                       | لوتشيا تشيريتش باغاريتش 3–6، 5–7                           | هان فاندي وينكيل                               | فالنتيني جراماتيكوبولو اناستاسيا سوبوليفا       | ديانا رادانوفيتش أنيتا لابوتكوفا ميلين نودي كارلوتا مارتينيز سيريز                  |
| 31 يوليو | كوجه، الدنمارك ترابي W25 القرعة والفردي والزوجي                                       | بيا لوكريتش أدريان ناغي 4–6، 0–6                           | تيباني ليمتر · آنا زيريانوفا                   | فالنتيني جراماتيكوبولو اناستاسيا سوبوليفا       | ديانا رادانوفيتش أنيتا لابوتكوفا ميلين نودي كارلوتا مارتينيز سيريز                  |
| 31 يوليو | أوترشو، المملكة المتحدة صلب W25 القرعة والفردي والزوجي                                | كاتي دان 4–6، 6–3، 4–6                                     | تاليا جيبسون                                   | سارة بيث غري ديستاني أيافا                      | غابرييلا دا سيلفا-فيك جينا ديفالكو تاميرا باسيك جوانا جارلاند                       |
| 31 يوليو | أوترشو، المملكة المتحدة صلب W25 القرعة والفردي والزوجي                                | ديستاني أيافا روتوجا بسالي 2–6، 3–6                        | تاليا جيبسون بيترا هولي                        | سارة بيث غري ديستاني أيافا                      | غابرييلا دا سيلفا-فيك جينا ديفالكو تاميرا باسيك جوانا جارلاند                       |
| 31 يوليو | تبليسي، جورجيا صلب W15 القرعة والفردي والزوجي                                         | داريا فريمان 4–6، 3–6                                      | تمارا كوستيتش                                  | ستيفانيا روغوزينسكا دزيك · اناستاسيا سوخوتينا   | تاماري جاجوشيدزه إستر فيرلاند ناغومي هيغاشيتاني أناستاسيا بوبلافسكا                 |
| 31 يوليو | تبليسي، جورجيا صلب W15 القرعة والفردي والزوجي                                         | أناستاسيا بوبلافسكا · اناستاسيا سوخوتينا · 4–6، 2–6        | يوليا يودينكو · ليديا راسكوفسكايا              | ستيفانيا روغوزينسكا دزيك · اناستاسيا سوخوتينا   | تاماري جاجوشيدزه إستر فيرلاند ناغومي هيغاشيتاني أناستاسيا بوبلافسكا                 |
| 31 يوليو | المنستير، تونس صلب W15 القرعة والفردي والزوجي                                         | كارولين روميو 4–6، 4–6                                     | هيروكو كواتا                                   | زيل ديساي بياتريس ستاجنو                        | فيولا توريني · إيكاترينا شاليموفا · إيمانويل جيرارد · شيراز بشري                    |
| 31 يوليو | المنستير، تونس صلب W15 القرعة والفردي والزوجي                                         | ماتيلد ماريني جوانا زوادزكا 2–6، 2–6                       | إيكاترينا شاليموفا · جوليا زو                  | زيل ديساي بياتريس ستاجنو                        | فيولا توريني · إيكاترينا شاليموفا · إيمانويل جيرارد · شيراز بشري                    |
| 31 يوليو | كالاوندرا، أستراليا صلب W15 القرعة والفردي والزوجي                                    | ميليسا إركان 3–6، 0–6                                      | إيميرسون جونز                                  | كايلا مكفي ناناري كاتسومي                       | لارا ووكر Alicia Smith شيسا هوسونومه إليز تسي                                       |
| 31 يوليو | كالاوندرا، أستراليا صلب W15 القرعة والفردي والزوجي                                    | مونيك باري ليلي فيركلوف 4–6، 1–6                           | يوي تشيكارايسي إليز تسي                        | كايلا مكفي ناناري كاتسومي                       | لارا ووكر Alicia Smith شيسا هوسونومه إليز تسي                                       |
| 31 يوليو | آيندهوفن، هولندا صلب W15 القرعة والفردي والزوجي                                       | ميريل هودت 3–6، 6–3، 6–2                                   | إيزيس لويس فان دن برويك                        | ليان تران ماتيلدا موتافدزيتش                    | مايل لوكليرك صوفيا روكيتّي داريا لوباتيتسكا أنجلينا ويرغس                            |
| 31 يوليو | آيندهوفن، هولندا صلب W15 القرعة والفردي والزوجي                                       | جوي دي زيو سارة فان إمست 6–1، 4–6، [10–8]                  | روز ماري نايكامب إيزيس لويس فان دن برويك       | ليان تران ماتيلدا موتافدزيتش                    | مايل لوكليرك صوفيا روكيتّي داريا لوباتيتسكا أنجلينا ويرغس                            |
| 31 يوليو | سابورو، اليابان صلبة W15 قرعات الفردي والزوجي                                         | ثاسابورن ناكلو 6–2، 6–3                                    | رينون أوكواكي                                  | كايو نيشيورا وو هو-تشينغ                        | فونا كوزاكي ليو يوهان جونغ بو-يونغ أيومي ميا موتو                                   |
| 31 يوليو | سابورو، اليابان صلبة W15 قرعات الفردي والزوجي                                         | ماو موشيكا هيماري ساتو 6–3، 6–4                            | باك دا-يون جونغ بو-يونغ                        | كايو نيشيورا وو هو-تشينغ                        | فونا كوزاكي ليو يوهان جونغ بو-يونغ أيومي ميا موتو                                   |
| 31 يوليو | سافيتايبالا، فنلندا ترابي W15 قرعات الفردي والزوجي                                    | لوكا أدفاردي 6–0، 6–2                                      | سابينا داداسيو                                 | داريا كوزر أوليفيا بيرغلر                       | لورا هييتارانتا آنا هيرتل جاكلين نيلاندر ألتليوس مرغريتا إغناتجييفا                 |
| 31 يوليو | سافيتايبالا، فنلندا ترابي W15 قرعات الفردي والزوجي                                    | لورا هييتارانتا لوكا أدفاردي 6–1، 6–2                      | ويرونيكا باشاك أنيت أنجليكا كوسكيل             | داريا كوزر أوليفيا بيرغلر                       | لورا هييتارانتا آنا هيرتل جاكلين نيلاندر ألتليوس مرغريتا إغناتجييفا                 |

### أغسطس
| الأسبوع  | البطولة                                                                           | الفائزات                                                     | الوصيفات                                 | المتأهلات لنصف النهائي                    | المتأهلات لربع النهائي                                                           |
| -------- | --------------------------------------------------------------------------------- | ------------------------------------------------------------ | ---------------------------------------- | ----------------------------------------- | -------------------------------------------------------------------------------- |
| 7 أغسطس  | ITF World Tennis Tour Gran Canaria ماسبالوماس، إسبانيا طين W100 أفراد – زوجي      | جوليا جريبير 6–4، 6–4                                        | جيسيكا بوزاس مانيرو                      | أرانتشا روس تمارا زيدانسيك                | بولونا هيركوج · سوزان لامينز · ساره إيراني · بولينا كودرميتوفا                   |
| 7 أغسطس  | ITF World Tennis Tour Gran Canaria ماسبالوماس، إسبانيا طين W100 أفراد – زوجي      | تيميا بابوش آنا بوندار 6–4، 3–6، [10–4]                      | ليري روميرو غورماز أرانتشا روس           | أرانتشا روس تمارا زيدانسيك                | بولونا هيركوج · سوزان لامينز · ساره إيراني · بولينا كودرميتوفا                   |
| 7 أغسطس  | Koser Jewelers Tennis Challenge لانديسفيل، الولايات المتحدة صلب W100 أفراد – زوجي | وانغ شينيو 6–2، 6–3                                          | ماديسون برينجل                           | ماكينا جونز جانغ سو جونج                  | إريكا أندريفا · كارولين دولهيد · ماري ستويانا · ريناتا زارازوا                   |
| 7 أغسطس  | Koser Jewelers Tennis Challenge لانديسفيل، الولايات المتحدة صلب W100 أفراد – زوجي | Sophie Chang يوليا ستارودوبتسيفا Walkover                    | أوليفيا جاديكي ماي هونتاما               | ماكينا جونز جانغ سو جونج                  | إريكا أندريفا · كارولين دولهيد · ماري ستويانا · ريناتا زارازوا                   |
| 7 أغسطس  | Engie Open Brasília برازيليا، البرازيل صلب W80 أفراد – زوجي                       | لولو صن 6–4، 4–6، 6–2                                        | ليوليا جانجين                            | كريستينا ملادينوفيتش لورا بيجوسي          | جانا كولودينسكا · ناتاليا كوستيتش · ديسبينا باباميتشايل · جوليا رييرا            |
| 7 أغسطس  | Engie Open Brasília برازيليا، البرازيل صلب W80 أفراد – زوجي                       | كارولينا ألفيس جوليا رييرا 6–2، 6–3                          | إيدن سيلفا فاليريا ستراكوفا              | كريستينا ملادينوفيتش لورا بيجوسي          | جانا كولودينسكا · ناتاليا كوستيتش · ديسبينا باباميتشايل · جوليا رييرا            |
| 7 أغسطس  | بطولة كونمينغ المفتوحة آنينغ، الصين طين W40 سحوبات الفردي والزوجي                 | قاو شينيو 6–3، 7–6(7–2)                                      | وي سيجيا                                 | داريا لوديكوفا · جيانغ شينيو              | يو إكسياودي لانلانا تارارودي لي زونغيو رين يوفاي                                 |
| 7 أغسطس  | بطولة كونمينغ المفتوحة آنينغ، الصين طين W40 سحوبات الفردي والزوجي                 | قوه هاني جيانغ شينيو 6–2، 6–0                                | جيبك كولامباييفا لانلانا تارارودي        | داريا لوديكوفا · جيانغ شينيو              | يو إكسياودي لانلانا تارارودي لي زونغيو رين يوفاي                                 |
| 7 أغسطس  | لايبزيغ، ألمانيا طين W25+H سحوبات الفردي والزوجي                                  | بريندا فروهفيرتوفا 6–3، 6–3                                  | داريا أستاخوفا                           | أناستاسيا سوبوليفا فيفيان وولف            | إيلا سيديل نينا بوتوتشنيك كاثارينا هوبغارسكي تيفاني لوميتر                       |
| 7 أغسطس  | لايبزيغ، ألمانيا طين W25+H سحوبات الفردي والزوجي                                  | إستيل كاسينو سيوني مينديز 6–2، 6–7(4–7)، [10–8]              | جوليا أفدييفا · أرينا غابرييلا فاسيليسو  | أناستاسيا سوبوليفا فيفيان وولف            | إيلا سيديل نينا بوتوتشنيك كاثارينا هوبغارسكي تيفاني لوميتر                       |
| 7 أغسطس  | أوسييك، كرواتيا طين W25 سحوبات الفردي والزوجي                                     | آنكا تودوني 6–4، 6–3                                         | لينا جورتشيسكا                           | إلينكا أماريي تينا لوكاس                  | فيكتوريا كان · أماريسا كيارا توث · إيلونا جيورجيانا جيورواي · دومينيكا شالكوفا   |
| 7 أغسطس  | أوسييك، كرواتيا طين W25 سحوبات الفردي والزوجي                                     | إيلونا جيورجيانا جيورواي أماريسا كيارا توث 6–2، 6–4          | لويزا ماير أوف دير هايدي ديميترا بافلو   | إلينكا أماريي تينا لوكاس                  | فيكتوريا كان · أماريسا كيارا توث · إيلونا جيورجيانا جيورواي · دومينيكا شالكوفا   |
| 7 أغسطس  | كوكسيد، بلجيكا طين W25 سحوبات الفردي والزوجي                                      | ديانا رادانوفيتش 4–6، 7–6(7–4)، 6–2                          | هاني فانديفينكل                          | أنوك كويفرمانس أميلي فان إمبي             | جيرجانا توبالوفا · جيسيكا بيري · ميريل هودت · إيكاترينا ماكاروفا                 |
| 7 أغسطس  | كوكسيد، بلجيكا طين W25 سحوبات الفردي والزوجي                                      | مايلين نودي كايزا رينالدو بيرسون 6–3، 2–6، [10–5]            | إيفا فيدر ستيفاني جوديث فيشر             | أنوك كويفرمانس أميلي فان إمبي             | جيرجانا توبالوفا · جيسيكا بيري · ميريل هودت · إيكاترينا ماكاروفا                 |
| 7 أغسطس  | روهامبتون، المملكة المتحدة صلب W25 سحوبات الفردي والزوجي                          | أليكس إيالا 6–2، 6–3                                         | أرينا روديونوفا                          | أريان هارتونو يوريكو ميازاكي              | بريسيلا هون ماريم بولكفادزه روتوجا بسالي جوانا جارلاند                           |
| 7 أغسطس  | روهامبتون، المملكة المتحدة صلب W25 سحوبات الفردي والزوجي                          | ماريم بولكفادزه يوريكو ميازاكي 7–5، 6–3                      | تاليا جيبسون بيترا هول                   | أريان هارتونو يوريكو ميازاكي              | بريسيلا هون ماريم بولكفادزه روتوجا بسالي جوانا جارلاند                           |
| 7 أغسطس  | تبليسي، جورجيا صلب W15 سحوبات الفردي والزوجي                                      | ألكسندرا شبلادزه · 6–4، 6–3                                  | داريا فرايمان                            | تمارا كوستيتش · كريستيانا سيدوروفا        | ريا بهاتيا · تانيشا كاسياب · لارا فايفر · أنستاسيا سوخوتينا                      |
| 7 أغسطس  | تبليسي، جورجيا صلب W15 سحوبات الفردي والزوجي                                      | يفجينيا بورديانا · كريستيانا سيدوروفا · 7–6(7–5)، 7–5        | أنستاسيا بوبلافسكا · أنستاسيا سوخوتينا   | تمارا كوستيتش · كريستيانا سيدوروفا        | ريا بهاتيا · تانيشا كاسياب · لارا فايفر · أنستاسيا سوخوتينا                      |
| 7 أغسطس  | سابورو، اليابان صلب W15 سحوبات الفردي والزوجي                                     | باك دا يون 6–2، 6–0                                          | ميهو كوراموتشي                           | لي يا هسوان وو هو تشينغ                   | ريكو كيكاوادا هيماري ساتو كايو نيشيمورا كيسا يوشيوكا                             |
| 7 أغسطس  | سابورو، اليابان صلب W15 سحوبات الفردي والزوجي                                     | نانا كواجيشي كيسا يوشيوكا 6–3، 6–3                           | باك دا يون جيونغ بو يونغ                 | لي يا هسوان وو هو تشينغ                   | ريكو كيكاوادا هيماري ساتو كايو نيشيمورا كيسا يوشيوكا                             |
| 7 أغسطس  | أوسكمان، كازاخستان صلب W15 سحوبات الفردي والزوجي                                  | أيوومي كوشيشي 6–2، 6–2                                       | أرزان سغنديكوفا                          | غوزال أينيتدينوفا سونيا جينباييفا         | أرينا أريفولينا · فاليري جينينا · سيلينا أتاي · أنستاسيا غريشكينا                |
| 7 أغسطس  | أوسكمان، كازاخستان صلب W15 سحوبات الفردي والزوجي                                  | أسيلجان أريستانبيكوفا صندغة كينجيباييفا 6–4، 6–3             | أغلايا فيدوروفا · إليزافيتا شيبكينا      | غوزال أينيتدينوفا سونيا جينباييفا         | أرينا أريفولينا · فاليري جينينا · سيلينا أتاي · أنستاسيا غريشكينا                |
| 7 أغسطس  | المنستير، تونس صلب W15 سحوبات الفردي والزوجي                                      | إيكاترينا شاليموفا · 3–6، 6–4، 6–2                           | ميرنا رفعت                               | جوانا زوادزكا هيروكو كواتا                | لوسي برون لورين بروكتور لوسيا ليناريس دومينغو إنديا هوتون                        |
| 7 أغسطس  | المنستير، تونس صلب W15 سحوبات الفردي والزوجي                                      | ماتيلد مارياني جوانا زوادزكا 6–3، 2–6، [10–5]                | إيما مارتلينجي بياتريس ستاجنو            | جوانا زوادزكا هيروكو كواتا                | لوسي برون لورين بروكتور لوسيا ليناريس دومينغو إنديا هوتون                        |
| 14 أغسطس | نانتشانغ، الصين ترابي W40 سحوبات الفردي والزوجي                                   | لانلانا تارارودي 6–2، 6–3                                    | يو إكسياودي                              | ما ياكسين جاو شينيو                       | لو جياجينغ لي زونغيو وي سيجيا رين يوفاي                                          |
| 14 أغسطس | نانتشانغ، الصين ترابي W40 سحوبات الفردي والزوجي                                   | فنغ شوا تشنغ ووشوانغ 5–7، 7–6(10–8)، [10–4]                  | تسي شو إيه تسي يو تسي                    | ما ياكسين جاو شينيو                       | لو جياجينغ لي زونغيو وي سيجيا رين يوفاي                                          |
| 14 أغسطس | أريكيبا، بيرو ترابي W40 سحوبات الفردي والزوجي                                     | يانا كولودينسكا · 2–6، 6–3، 6–4                              | ميريانة تونا                             | فيكتوريا مونتيان كلوي بيك                 | آنا بولا نيفا دي لوس ريوس فاليريا ستراكوفا جولييتا لارا استابل آنا كانديتو       |
| 14 أغسطس | أريكيبا، بيرو ترابي W40 سحوبات الفردي والزوجي                                     | ناتاليا سيدليسكا نوليا زيبالوس 5–7، 6–2، [10–8]              | آنا كانديتو أنستاسيا ياماشكين            | فيكتوريا مونتيان كلوي بيك                 | آنا بولا نيفا دي لوس ريوس فاليريا ستراكوفا جولييتا لارا استابل آنا كانديتو       |
| 14 أغسطس | فروتسواف، بولندا ترابي W40 سحوبات الفردي والزوجي                                  | داريا أستاخوفا · 6–1، 7–5                                    | جيرجانا توبالوفا                         | سادا ناهيمانا دليلا ياكوبوفيتش            | تشالا بويوكاكاتشاي أوليكساندرا أولينيكوفا سافو ساكيلاريدي مايا تشفاليينسكا       |
| 14 أغسطس | فروتسواف، بولندا ترابي W40 سحوبات الفردي والزوجي                                  | إيكاترين جورجودزي دليلا ياكوبوفيتش 6–4، 4–6، [10–7]          | فيرونيكا إيفالد داريا كوتشر              | سادا ناهيمانا دليلا ياكوبوفيتش            | تشالا بويوكاكاتشاي أوليكساندرا أولينيكوفا سافو ساكيلاريدي مايا تشفاليينسكا       |
| 14 أغسطس | فرنياتشكا بانيا أوبن فرنياتشكا بانيا، صربيا طمي W25 قرعة الفردي والزوجي           | بولونا هيركوج 6–2، 6–4                                       | إيزابيلا شنيكوفا                         | ميا ريستيتش مارتينا كولمينا               | تينا لوكاس تيان فانجران إلينا مالوينا كريستينا دينو                              |
| 14 أغسطس | فرنياتشكا بانيا أوبن فرنياتشكا بانيا، صربيا طمي W25 قرعة الفردي والزوجي           | إلينا ميلوفانوفيتش إيفانا بوبوفيتش 6–4، 6–1                  | ديليتا كيروبيني لورا هييتارانتا          | ميا ريستيتش مارتينا كولمينا               | تينا لوكاس تيان فانجران إلينا مالوينا كريستينا دينو                              |
| 14 أغسطس | بيستريتسا، رومانيا طمي W25 قرعة الفردي والزوجي                                    | أنكا تودوني 7–5، 1–6، 6–2                                    | لوتشيا سيريتش باجاريك                    | إلينكا أمارايي جورجيا كراتسيون            | صوفيا كوستولاس · إيلونا جيورجانا غيورواي · إفيالينا لاسكيفيتش · دالينا سبايتيري  |
| 14 أغسطس | بيستريتسا، رومانيا طمي W25 قرعة الفردي والزوجي                                    | إيلونا جيورجانا غيورواي أوانا جورجيتا سيميوني 7–6(8–6)، 6–2  | ليندا شيفتسوفا إيلاي يوريك               | إلينكا أمارايي جورجيا كراتسيون            | صوفيا كوستولاس · إيلونا جيورجانا غيورواي · إفيالينا لاسكيفيتش · دالينا سبايتيري  |
| 14 أغسطس | أورينسي، إسبانيا صلب W25 قرعة الفردي والزوجي                                      | ليزلي كركهوف 7–6(7–1)، 6–4                                   | فرانسيسكا خورخي                          | لوسيا كورتيس يوركا جورجينا غارسيا بيريز   | كارولا بيجينارو · إيكاترينا راينجولد · أولغا هيلمي · ألينا تشاراييفا             |
| 14 أغسطس | أورينسي، إسبانيا صلب W25 قرعة الفردي والزوجي                                      | لوسيا كورتيس يوركا غيومار مارستاني 6–4، 3–6، [10–6]          | كارولا بيجينارو ياسمين منصوري            | لوسيا كورتيس يوركا جورجينا غارسيا بيريز   | كارولا بيجينارو · إيكاترينا راينجولد · أولغا هيلمي · ألينا تشاراييفا             |
| 14 أغسطس | إرفيته، ألمانيا طمي W25 قرعة الفردي والزوجي                                       | نيكولا بارتونكوفا 6–4، 6–1                                   | دانييلا فيسماني                          | سوزان لامنس أنستاسيا سوبوليفا             | كاثينكا فون ديكمان ميلين نودي جوليا ميدندورف نينا فارجوفا                        |
| 14 أغسطس | إرفيته، ألمانيا طمي W25 قرعة الفردي والزوجي                                       | نيكا راديشيتش أنيتا هوساريتش 7–5، 7–6(7–4)                   | إيكاترينا أوفشارينكو · أماريسا كيارا توث | سوزان لامنس أنستاسيا سوبوليفا             | كاثينكا فون ديكمان ميلين نودي جوليا ميدندورف نينا فارجوفا                        |
| 14 أغسطس | ألدرشوت، المملكة المتحدة صلب W25 قرعة الفردي والزوجي                              | ديستاني أيافا 3–6، 6–4، 6–1                                  | أليكس أيالا                              | مريم بولكفادزه كاتي دان                   | أمارني بانكس جوانا جارلاند جينا ديفالكو ديانا مارسنكفيتشا                        |
| 14 أغسطس | ألدرشوت، المملكة المتحدة صلب W25 قرعة الفردي والزوجي                              | ديستاني أيافا سارة بيث غري 6–4، 6–3                          | إيرينا هاياشي ساكي إيمامورا              | مريم بولكفادزه كاتي دان                   | أمارني بانكس جوانا جارلاند جينا ديفالكو ديانا مارسنكفيتشا                        |
| 14 أغسطس | دفيل (بلجيكا)، بلجيكا طمي W15 قرعة الفردي والزوجي                                 | أميلي فان إمبي 6–2، 6–3                                      | فيكي فان دي بير                          | فابيان جيتورت لايا بيتريك                 | ستيفاني جوديث فيسشر فيرونيكا بودريز ليان تران تشيهيرو موراماتسو                  |
| 14 أغسطس | دفيل (بلجيكا)، بلجيكا طمي W15 قرعة الفردي والزوجي                                 | بولينا باخموتكينا · تشيلسي فانهوته · 7–5، 6–4                | كولي ألين إيما كوفاتشفيتش                | فابيان جيتورت لايا بيتريك                 | ستيفاني جوديث فيسشر فيرونيكا بودريز ليان تران تشيهيرو موراماتسو                  |
| 14 أغسطس | أوسكمان، كازاخستان صلب W15 القرعة الفردية والزوجية                                | كريستينا سيدوروفا · 6–4، 6–2                                 | أغلايا فيدوروفا                          | أروزهان ساغانديكوفا · أنستاسيا سوخوتينا   | ماريا كالياكينا · آنا سيديشيفا · دفني شيربانيلي · أصيلجان أريستانبيكوفا          |
| 14 أغسطس | أوسكمان، كازاخستان صلب W15 القرعة الفردية والزوجية                                | أغلايا فيدوروفا · كريستيانا سيدوروفا · 7–6(7–4)، 7–6(7–5)    | فلاديسلافا أندريفسكايا دانا بايدولت      | أروزهان ساغانديكوفا · أنستاسيا سوخوتينا   | ماريا كالياكينا · آنا سيديشيفا · دفني شيربانيلي · أصيلجان أريستانبيكوفا          |
| 14 أغسطس | المنستير، تونس صلب W15 القرعة الفردية والزوجية                                    | أنستاسيا غوريفا · 6–2، 3–6، 6–1                              | فيكتوريا فلوريس                          | لميس الحسين عبد العزيز لورين بروكتور      | لارا فايفر · ماري فيليت · هيروكو كواتا · إيكاترينا شاليموفا                      |
| 14 أغسطس | المنستير، تونس صلب W15 القرعة الفردية والزوجية                                    | إيكاترينا شاليموفا · رادكا زيلنيشوڤا · 6–7(4–7)، 6–1، [10–8] | أنستاسيا غوريفا · بياتريس ستاغنو         | لميس الحسين عبد العزيز لورين بروكتور      | لارا فايفر · ماري فيليت · هيروكو كواتا · إيكاترينا شاليموفا                      |
| 21 أغسطس | كأس زوبر برشيروف، تشيكيا طين W60 فردي – زوجي                                      | ميا ريستيك 6–1، 6–2                                          | أورورا زانتيدشي                          | أندريا ميتو صوفيا شاباتافا                | أنطونيا روجيتش · دومينيكا شالكوفا · داريا أستاخوفا · كاميلا روزاتيلو             |
| 21 أغسطس | كأس زوبر برشيروف، تشيكيا طين W60 فردي – زوجي                                      | سافو ساكيلاريدي آنا سيسكوفا 6–2، 6–3                         | أنجيليكا موراتيلي كاميلا روزاتيلو        | أندريا ميتو صوفيا شاباتافا                | أنطونيا روجيتش · دومينيكا شالكوفا · داريا أستاخوفا · كاميلا روزاتيلو             |
| 21 أغسطس | هونغ كونغ، هونغ كونغ صلب W40 القرعة الفردية والزوجية                              | يانغ يا-يي 6–3، 4–6، 6–3                                     | مانانشايا ساوانجكايو                     | كيوكا أوكامورا أديثيا كاروناراتني         | أوديس تشونغ · أنستاسيا زاخاروفا · سارا سايتو · ليانغ إن-شو                       |
| 21 أغسطس | هونغ كونغ، هونغ كونغ صلب W40 القرعة الفردية والزوجية                              | موموكو كوبوري أيانو شيميزو 3–6، 6–3، [11–9]                  | أوى إيتو إريكا سما                       | كيوكا أوكامورا أديثيا كاروناراتني         | أوديس تشونغ · أنستاسيا زاخاروفا · سارا سايتو · ليانغ إن-شو                       |
| 21 أغسطس | براونشفايغ (مدينة)، ألمانيا طين W25 القرعة الفردية والزوجية                       | إيلا سيديل 7–6(7–4)، 6–3                                     | جوليا ميدندورف                           | بولينا كوديرمتوفا · إيكاترينا أوفتشارينكو | أميلي فان إيمب · إيكاترين جورجودزي · هاني فاندي فينكل · أليفتينا إبراغيموفا      |
| 21 أغسطس | براونشفايغ (مدينة)، ألمانيا طين W25 القرعة الفردية والزوجية                       | تيا لوكيتش جويل ستوير 6–4، 7–5                               | أميلي فان إيمب هاني فاندي فينكل          | بولينا كوديرمتوفا · إيكاترينا أوفتشارينكو | أميلي فان إيمب · إيكاترين جورجودزي · هاني فاندي فينكل · أليفتينا إبراغيموفا      |
| 21 أغسطس | بيدغوشتش، بولندا صلب W25 القرعة الفردية والزوجية                                  | دليلا ياكوبوفيتش 6–2، 6–1                                    | نيكيا راديسيتش                           | سيوني مينديز فيرونيكا فالكوسكا            | أنستاسيا سوبوليفا · كاتارينا كوزموفا · مارتينا سبغاريلي · فاليريا أوليانوفيسكايا |
| 21 أغسطس | بيدغوشتش، بولندا صلب W25 القرعة الفردية والزوجية                                  | دليلا ياكوبوفيتش نيكه راديتشيتش 6–4، 6–2                     | زوزانا بافليكوسكا مالوينا روينسكا        | سيوني مينديز فيرونيكا فالكوسكا            | أنستاسيا سوبوليفا · كاتارينا كوزموفا · مارتينا سبغاريلي · فاليريا أوليانوفيسكايا |
| 21 أغسطس | فيغو، إسبانيا Hard W25 قرعة الفردي والزوجي                                        | يانا فيت 6–7(5–7)، 6–3، 6–1                                  | ليزلي كركهوف                             | آنا بروغان شارو أسكيفا بانولس             | مارينا ستاكوسيتش سوزان بانديتشي فرانسيسكا خورخي إيفا غيريرو ألفاريز              |
| 21 أغسطس | فيغو، إسبانيا Hard W25 قرعة الفردي والزوجي                                        | نفيسة بيربيروفيتش سارة بيث غري 6–3، 4–6، [11–9]              | أنستاسيا أبانياتو باتريتسيا بوكسيتا      | آنا بروغان شارو أسكيفا بانولس             | مارينا ستاكوسيتش سوزان بانديتشي فرانسيسكا خورخي إيفا غيريرو ألفاريز              |
| 21 أغسطس | مالمو، السويد Clay W25 قرعة الفردي والزوجي                                        | سوزان لامينز 6–1، 6–4                                        | أيلا أكسو                                | ألكساندرا أولينيكوفا جاكلين كاباج أواد    | مالين هيلجو سارافينا أوليفيا هانسن مارثا ماتولا إيلينا ماليجينا                  |
| 21 أغسطس | مالمو، السويد Clay W25 قرعة الفردي والزوجي                                        | سوزان لامينز ليكسي ستيفنز 6–4، 6–1                           | جاكلين كاباج أواد ليزا زار               | ألكساندرا أولينيكوفا جاكلين كاباج أواد    | مالين هيلجو سارافينا أوليفيا هانسن مارثا ماتولا إيلينا ماليجينا                  |
| 21 أغسطس | فيربيير، سويسرا Clay W25 قرعة الفردي والزوجي                                      | ديانا مارسنكفيتشا 6–3، 6–4                                   | كوني بيرين                               | ليوني كونغ تينا نادين سميث                | فيديريكا دي سارا كاثينكا فون ديكمان فالنتينا ريسر ساندي مارتي                    |
| 21 أغسطس | فيربيير، سويسرا Clay W25 قرعة الفردي والزوجي                                      | ديبورا كيزا دليلا سبيرتي 1–6، 6–3، [10–7]                    | إيناس إيبو نايما كاراموكو                | ليوني كونغ تينا نادين سميث                | فيديريكا دي سارا كاثينكا فون ديكمان فالنتينا ريسر ساندي مارتي                    |
| 21 أغسطس | باكو، أذربيجان Hard W15 قرعة الفردي والزوجي                                       | ياروسلافا بارتاشيفيتش 7–5، 6–4                               | بولينا ليكينا                            | ميشيل دزجاخانجيروفا · آنا سيمينوفا        | إنغريد فويتشناكوفا · دارجا سوفيردجونكوفا · إيوليا يودينكو · ماريا توما           |
| 21 أغسطس | باكو، أذربيجان Hard W15 قرعة الفردي والزوجي                                       | ماريا سنيتسينا أرينا سولوماتينا 6–1، 7–6(7–5)                | ناديزدا خالتورينا · بولينا ليكينا        | ميشيل دزجاخانجيروفا · آنا سيمينوفا        | إنغريد فويتشناكوفا · دارجا سوفيردجونكوفا · إيوليا يودينكو · ماريا توما           |
| 21 أغسطس | وانفرسيه-بواليه، بلجيكا Clay W15 قرعة الفردي والزوجي                              | فيرونيكا بودريز 4–6، 6–4، 6–4                                | ستيفاني جوديث فيسشر                      | فابيين جيتورت جيلين فاندروما              | نينا رادوفانوفيتش سيلينا دال ليان تران يوهانا سيلفا                              |
| 21 أغسطس | وانفرسيه-بواليه، بلجيكا Clay W15 قرعة الفردي والزوجي                              | سيلينا دال ستيفاني جوديث فيسشر 6–1، 6–2                      | إنولا كيزا سميرة دي ستيفانو              | فابيين جيتورت جيلين فاندروما              | نينا رادوفانوفيتش سيلينا دال ليان تران يوهانا سيلفا                              |
| 21 أغسطس | ليما، بيرو Clay W15 قرعة الفردي والزوجي                                           | سيلفي زوند 3–6، 6–3، 6–0                                     | جولييتا لارا إستابل                      | إيمي زو ساباستياني ليون                   | آنا صوفيا سانشيز لوردس أيالا ليتيسيا جارسيا فيدال كيارا دي جينوفا                |
| 21 أغسطس | ليما، بيرو Clay W15 قرعة الفردي والزوجي                                           | رومينا كونيو فرنندا لابرانيا 6–4، 6–4                        | لوردس أيالا جولييتا لارا إستابل          | إيمي زو ساباستياني ليون                   | آنا صوفيا سانشيز لوردس أيالا ليتيسيا جارسيا فيدال كيارا دي جينوفا                |
| 21 أغسطس | براشوف، رومانيا ترابية W15 قرعة الفردي والزوجي                                    | ماريا سارا بوبا 5–7، 6–2، 7–5                                | سيلما شتيفانيا كادار                     | يانا بوجوفيتش أناستازيا سافتسا            | شتيفانيا بوجيكا دينيس فالنتي دوغا تركمان لايا بيتريتيك                           |
| 21 أغسطس | براشوف، رومانيا ترابية W15 قرعة الفردي والزوجي                                    | نيكول فوسا هيرجو بويانا مارينكوفيتش 6–2، 6–4                 | بيانكا إيلينا باربوليسكو ليندا شيفشيكوفا | يانا بوجوفيتش أناستازيا سافتسا            | شتيفانيا بوجيكا دينيس فالنتي دوغا تركمان لايا بيتريتيك                           |
| 21 أغسطس | ناخون سي ثامارات، تايلاند صلبة W15 قرعة الفردي والزوجي                            | باتشارين تشيبشانديج 6–3، 6–2                                 | ميهو كوراموتشي                           | أنشيسا تشانتا مايوكا إيكوا                | بونين كوفابيتوكتيد تشين مينجي ليزا ماري ريكوكس يانغ ييدي                         |
| 21 أغسطس | ناخون سي ثامارات، تايلاند صلبة W15 قرعة الفردي والزوجي                            | أنشيسا تشانتا سالاكثيب أونموانج 7–6(8–6)، 6–2                | غوزال أينيتمدينوفا يانغ ييدي             | أنشيسا تشانتا مايوكا إيكوا                | بونين كوفابيتوكتيد تشين مينجي ليزا ماري ريكوكس يانغ ييدي                         |
| 21 أغسطس | المنستير، تونس صلبة W15 قرعة الفردي والزوجي                                       | لميس الحسين عبد العزيز 7–6(7–2)، 0–6، 6–3                    | ماري فيليت                               | أناستاسيا جوريفا · مارين سزوستاك          | رادكا زيلنيكوفا · أناستازيا بيانجيريللي · إيكاترينا شاليموفا · ساندرا سمير       |
| 21 أغسطس | المنستير، تونس صلبة W15 قرعة الفردي والزوجي                                       | أناستاسيا جوريفا · رادكا زيلنيكوفا · 6–3، 5–7، [11–9]        | كريستينا ميلينكوفيتش ساندرا سمير         | أناستاسيا جوريفا · مارين سزوستاك          | رادكا زيلنيكوفا · أناستازيا بيانجيريللي · إيكاترينا شاليموفا · ساندرا سمير       |
| 28 أغسطس | كوتشين غورنجي براغ المفتوح براغ، جمهورية التشيك ترابية W60 فردي – زوجي            | أندريا ميتو 7–6(7–1)، 2–6، 6–3                               | سارا بيليك                               | سيوني مينديز كاميلا روساتيلو              | كاثارينا هوبغارسكي إرينا براء أناستاسيا سوبوليفا أنكا تودوني                     |
| 28 أغسطس | كوتشين غورنجي براغ المفتوح براغ، جمهورية التشيك ترابية W60 فردي – زوجي            | مارتينا كوبكا جيبيك كولامبايفا 7–6(7–3)، 6–4                 | أنجليكا موراتيلي كاميلا روساتيلو         | سيوني مينديز كاميلا روساتيلو              | كاثارينا هوبغارسكي إرينا براء أناستاسيا سوبوليفا أنكا تودوني                     |
| 28 أغسطس | تي سي سي بي المفتوحة كولون بيليريف، سويسرا ترابية W60 فردي – زوجي                 | كلوي باكيوت 6–2، 6–1                                         | لوكريتسيا ستيفانيني                      | كوني بيرين إيبك أوز                       | لويس بواسون · إكاترينا ماكلانوفا · بولينا كوديرميتوفا · تينا نادين سميث          |
| 28 أغسطس | تي سي سي بي المفتوحة كولون بيليريف، سويسرا ترابية W60 فردي – زوجي                 | كوني بيرين آنا سيشكوفا 7–6(7–4)، 6–1                         | إستيل كاسينو ديانا مارسنكفيتشا           | كوني بيرين إيبك أوز                       | لويس بواسون · إكاترينا ماكلانوفا · بولينا كوديرميتوفا · تينا نادين سميث          |
| 28 أغسطس | أولدنزال، هولندا ترابية W40 قرعة الفردي والزوجي                                   | برندا فروهفيرتوفا 7–5، 6–2                                   | أنوك كوفرمانز                            | فابياني جيتورت إيفا فيدر                  | سوزان لامينز إيزيس لويز فان دن بروك نيجينا أبدوريموفا فيفيان وولف                |
| 28 أغسطس | أولدنزال، هولندا ترابية W40 قرعة الفردي والزوجي                                   | جيرجانا توبالوفا دانييلا فيسمان 7–5، 2–6، [10–5]             | إيزابيل هافيرلاج إيفا فيدر               | فابياني جيتورت إيفا فيدر                  | سوزان لامينز إيزيس لويز فان دن بروك نيجينا أبدوريموفا فيفيان وولف                |
| 28 أغسطس | ترييستي، إيطاليا طين W25 قرعة الفردي والزوجي                                      | صوفيا روكيتي 7–6(7–5)، 6–1                                   | إيفا بريمواتش                            | نيكاي راديشيتش لورا هييتارانتا            | أنجيلا فيتا بولودا · جينيفير روجيري · فيكتوريا كان · أنستازيا أباجناتو           |
| 28 أغسطس | ترييستي، إيطاليا طين W25 قرعة الفردي والزوجي                                      | نيكاي راديشيتش أنيتا هوساريتش 6–1، 6–1                       | ماريانا درازيتش · أناستاسيا جاسانوفا     | نيكاي راديشيتش لورا هييتارانتا            | أنجيلا فيتا بولودا · جينيفير روجيري · فيكتوريا كان · أنستازيا أباجناتو           |
| 28 أغسطس | بلد الوليد، إسبانيا صلب W25 قرعة الفردي والزوجي                                   | مارينا ستاكوسيك 3–6، 7–5، 6–3                                | آنا كوباريفا                             | أولغا هيلمي تيان فانج ران                 | جورجينا غارسيا بيريز ألكسندرا بوزوفيتش أماري بانكس ماريا غارسيا سيد              |
| 28 أغسطس | بلد الوليد، إسبانيا صلب W25 قرعة الفردي والزوجي                                   | ألكسندرا بوزوفيتش سارة بيث غري 7–5، 6–0                      | آفا ماركهام تيان فانج ران                | أولغا هيلمي تيان فانج ران                 | جورجينا غارسيا بيريز ألكسندرا بوزوفيتش أماري بانكس ماريا غارسيا سيد              |
| 28 أغسطس | ناخون سي ثامارات، تايلاند صلب W25 قرعة الفردي والزوجي                             | أنستازيا زاخاروفا · 6–2، 6–4                                 | أليونا فالي                              | داريا لوديكوفا · داريا كوداشوفا           | لوكسيكا كومخوم مانانشايا ساوانغاكيو سالاختيب أونموينغ كودي وونغ                  |
| 28 أغسطس | ناخون سي ثامارات، تايلاند صلب W25 قرعة الفردي والزوجي                             | لوكسيكا كومخوم بارك سو هيون 7–6(7–4)، 6–0                    | فايده تشوداري زيل ديساي                  | داريا لوديكوفا · داريا كوداشوفا           | لوكسيكا كومخوم مانانشايا ساوانغاكيو سالاختيب أونموينغ كودي وونغ                  |
| 28 أغسطس | باكو، أذربيجان صلب W15 قرعة الفردي والزوجي                                        | ياروسلافا بارتاشيفيتش 7–6(7–2)، 6–4                          | أنوك فرانكن بيترز                        | ماريا توما · يفجينية بورودينا             | بولينا ليكينا · نادزدا خانتورينا · دانييل دالي · أرابيلا كولر                    |
| 28 أغسطس | باكو، أذربيجان صلب W15 قرعة الفردي والزوجي                                        | سيلينا أتاي · ماريا ميخايلوفا · 2–6، 6–2، [10–7]             | سرويا شيفاني شيلاكالبودي سنهال ماني      | ماريا توما · يفجينية بورودينا             | بولينا ليكينا · نادزدا خانتورينا · دانييل دالي · أرابيلا كولر                    |
| 28 أغسطس | براشوف، رومانيا طين W15 قرعة الفردي والزوجي                                       | أليسا بارانوفسكا 6–3، 6–3                                    | نيكول فوسا هويرجو                        | يانا بوجوفيتش جوليا ستاماتوفا             | سلمى شتيفانيا كادار جوليا كاربونارو بيانكا بولات شتيفانيا بوجيكا                 |
| 28 أغسطس | براشوف، رومانيا طين W15 قرعة الفردي والزوجي                                       | سيمونا أوغيسكو ليندا شيفتشيكوفا 7–6(10–8)، 7–5               | نيكول فوسا هويرجو جوليا ستاماتوفا        | يانا بوجوفيتش جوليا ستاماتوفا             | سلمى شتيفانيا كادار جوليا كاربونارو بيانكا بولات شتيفانيا بوجيكا                 |
| 28 أغسطس | كورشملجسكا بانيا، صربيا طين W15 قرعة الفردي والزوجي                               | ناتاليا سينيك 6–2، 4–6، 6–2                                  | أنجا ستانكوفيتش                          | سوانا توساكوفيتش مايا رادنكوفيتش          | جبريلا ميهايلوفا مانكا بيسلاك فاطمة إدريزوفيتش مادليف هجمان                      |
| 28 أغسطس | كورشملجسكا بانيا، صربيا طين W15 قرعة الفردي والزوجي                               | ناتاليا سينيك أنيا ستانكوفيتش 2–6، 2–6                       | جبريلا ميهايلوفا يوانا رادولوفا          | سوانا توساكوفيتش مايا رادنكوفيتش          | جبريلا ميهايلوفا مانكا بيسلاك فاطمة إدريزوفيتش مادليف هجمان                      |
| 28 أغسطس | يونغوول، كوريا الجنوبية صلب W15 الفردي والمزدوج                                   | باك دا-يون 3–6، 0–6                                          | داشا إيفانوفا                            | جيونغ بو-يونغ هيكارو ساتو                 | كيم تشيري وو هو-تشينغ لي أون هاي آن يو جين                                       |
| 28 أغسطس | يونغوول، كوريا الجنوبية صلب W15 الفردي والمزدوج                                   | كيم دا-بين كيم نا-ري 2–6، 5–7                                | كيم دا-هاي ديمي تران                     | جيونغ بو-يونغ هيكارو ساتو                 | كيم تشيري وو هو-تشينغ لي أون هاي آن يو جين                                       |
| 28 أغسطس | المنستير، تونس صلب W15 الفردي والمزدوج                                            | داريا فرايمان 5–7، 1–6                                       | لارا بفايفر                              | ميرنا رفعت لميس الحسين عبد العزيز         | ساندرا سمير أنستاسيا بيانجيرلي أليسا ريغوير كريستينا ميلينكوفيتش                 |
| 28 أغسطس | المنستير، تونس صلب W15 الفردي والمزدوج                                            | لويسا هردا ياسمين فاغنر 5–7، 1–6                             | ألكسندرا يورداتشي ماريا فيتوريا فيفياني  | ميرنا رفعت لميس الحسين عبد العزيز         | ساندرا سمير أنستاسيا بيانجيرلي أليسا ريغوير كريستينا ميلينكوفيتش                 |

### سبتمبر
| الأسبوع                                                                      | البطولة                                                                 | الفائزات                                            | الوصيفات                                 | المتأهلات لنصف النهائي                                                  | المتأهلات لربع النهائي                                                 |
| ---------------------------------------------------------------------------- | ----------------------------------------------------------------------- | --------------------------------------------------- | ---------------------------------------- | ----------------------------------------------------------------------- | ---------------------------------------------------------------------- |
| سبتمبر 4                                                                     | Ando Securities Open طوكيو، اليابان صلب W100 فردي – زوجي                | فيكتوريا غولوبيتش 6–4، 3–6، 6–4                     | وانغ شي يو                               | كاترينا بوندارينكو كيمبرلي بيريل                                        | يو إكسياودي أريان هارتونو يوكي نايتو جولي نيمير                        |
| سبتمبر 4                                                                     | Ando Securities Open طوكيو، اليابان صلب W100 فردي – زوجي                | جيسيكا بونشيه بيبيان ويجيرس 4–6، 6–1، [10–7]        | أليسيا بارنيت أوليفيا نيكولز             | كاترينا بوندارينكو كيمبرلي بيريل                                        | يو إكسياودي أريان هارتونو يوكي نايتو جولي نيمير                        |
| سبتمبر 4                                                                     | Elle Spirit Open مونترو، سويسرا طين W60 فردي – زوجي                     | آنا بوندير 6–4، 6–1                                 | آنا جابريك                               | لوسي هافليتشوفا أوسياني دودين                                           | لوكريتسيا ستيفانيني كوني بيرين سادا ناهيمانا فيونا جانز                |
| سبتمبر 4                                                                     | Elle Spirit Open مونترو، سويسرا طين W60 فردي – زوجي                     | أمينة أنشبا · ليكسي ستيفنز · 1–6، 7–5، [12–10]      | فرانسيسكا خورخي ماتيلدا خورخي            | لوسي هافليتشوفا أوسياني دودين                                           | لوكريتسيا ستيفانيني كوني بيرين سادا ناهيمانا فيونا جانز                |
| سبتمبر 4                                                                     | Ladies Open Vienna فيينا، النمسا طين W60 فردي – زوجي                    | تينا لوكاس 7–5، 6–1                                 | مريم بلغارو                              | بولونا هيركوج إرينا براء                                                | كريستينا دينو نيجينا أبدوريموفا لينا جورشيسكا سينجا كراوس              |
| سبتمبر 4                                                                     | Ladies Open Vienna فيينا، النمسا طين W60 فردي – زوجي                    | إرينا براء ويرونيكا فالكوسكا 6–3، 2–6، [13–11]      | ميلاني كلافنير سينجا كراوس               | بولونا هيركوج إرينا براء                                                | كريستينا دينو نيجينا أبدوريموفا لينا جورشيسكا سينجا كراوس              |
| سبتمبر 4                                                                     | سان باليه سور مير، فرنسا طين W40 قرعة الفردي والزوجي                    | جرجانا توبالوفا 7–5، 5–7، 6–1                       | جوستينا ميكولسكيت                        | أماندين هيس · كسينيا زايتسيفا                                           | ماريا ماتيوس ديانا مارتينوف كيلاه ماكفي إيرين بورييو إسكوريهويلا       |
| سبتمبر 4                                                                     | سان باليه سور مير، فرنسا طين W40 قرعة الفردي والزوجي                    | فاليريا ستراكوفا إميلي أبلتون 6–1، 6–2              | فيكتوريا مونتيان فاسانتي شيندي           | أماندين هيس · كسينيا زايتسيفا                                           | ماريا ماتيوس ديانا مارتينوف كيلاه ماكفي إيرين بورييو إسكوريهويلا       |
| سبتمبر 4                                                                     | فريدك-ميستك، جمهورية التشيك طين W25 فردي وزوجي السحوبات                 | سيلفيا أمبروسيو 6–0، 6–2                            | جولي سترابلوفا                           | إيزابيلا شنيكوفا أنيتا كوتشموفا                                         | مايا تشوالينسكا ليزا زار كاجسا رينالدو بيرسون ليندا كليموفيتشوفا       |
| سبتمبر 4                                                                     | فريدك-ميستك، جمهورية التشيك طين W25 فردي وزوجي السحوبات                 | مانا كوامورا ليندا كليموفيتشوفا 6–1، 6–3            | مارينا كولب ناديا كولب                   | إيزابيلا شنيكوفا أنيتا كوتشموفا                                         | مايا تشوالينسكا ليزا زار كاجسا رينالدو بيرسون ليندا كليموفيتشوفا       |
| سبتمبر 4                                                                     | سرقسطة، إسبانيا طين W25 فردي وزوجي السحوبات                             | سولانا سيرا 4–6، 6–2، 6–2                           | جييرمينا نيا                             | آشلي لاهي أريانا زوكيني                                                 | ديليتا شيروبيني أنجيلا فيتا بولوودا مارتينا كولميجنا ياسمين منصوري     |
| سبتمبر 4                                                                     | سرقسطة، إسبانيا طين W25 فردي وزوجي السحوبات                             | مارتينا كولميجنا سولانا سيرا 4–6، 6–4، [10–8]       | كيمي هانس آشلي لاهي                      | آشلي لاهي أريانا زوكيني                                                 | ديليتا شيروبيني أنجيلا فيتا بولوودا مارتينا كولميجنا ياسمين منصوري     |
| سبتمبر 4                                                                     | ناخون سي ثامارات، تايلاند صلب W25 فردي وزوجي السحوبات                   | أنستاسيا زخاروفا · 6–3، 6–3                         | أنستاسيا كوفاليفا                        | مانانشايا سوانجكايو ما ييكسين                                           | داريا لوديكوفا · أليونا فالي · ليو فانجزو · ميساكي ماتسودا             |
| سبتمبر 4                                                                     | ناخون سي ثامارات، تايلاند صلب W25 فردي وزوجي السحوبات                   | بونين كوفابيتوكتي تانغ كيانوي 7–6(7–2)، 1–6، [10–3] | ميساكي ماتسودا ناهو ساتو                 | مانانشايا سوانجكايو ما ييكسين                                           | داريا لوديكوفا · أليونا فالي · ليو فانجزو · ميساكي ماتسودا             |
| سبتمبر 4                                                                     | شنجن (الصين)، الصين صلب W15 فردي وزوجي السحوبات                         | تشنغ ووشوانغ 6–3، 6–3                               | لي جيايو                                 | دونغ نا يوان تشينغييي                                                   | قوو ميكي تشين مينغيي شون فانغيينغ صن يينغكون                           |
| سبتمبر 4                                                                     | شنجن (الصين)، الصين صلب W15 فردي وزوجي السحوبات                         | شون فانغيينغ تشنغ ووشوانغ 7–5، 6–4                  | لين فانغ-آن يوان تشينغييي                | دونغ نا يوان تشينغييي                                                   | قوو ميكي تشين مينغيي شون فانغيينغ صن يينغكون                           |
| سبتمبر 4                                                                     | فيانو رومانو، إيطاليا طين W15 فردي وزوجي السحوبات                       | ألكسندرا شوابلادزي · 6–7(5–7)، 6–2، 6–1             | إينولا شيزا                              | دينيس فالينتي إليونورا ألفيسي                                           | أنستازيا أباجناتو لافينيا مورالي جوليا كاربونارو لارا ميشيل            |
| سبتمبر 4                                                                     | فيانو رومانو، إيطاليا طين W15 فردي وزوجي السحوبات                       | إنولا كييزا سميرة دي ستيفانو 6–1، 6–4               | لارا ميشيل غايا سانيسي                   | دينيس فالينتي إليونورا ألفيسي                                           | أنستازيا أباجناتو لافينيا مورالي جوليا كاربونارو لارا ميشيل            |
| سبتمبر 4                                                                     | هارين، هولندا ترابية W15 قرعة الفردي والزوجي                            | إيزيس لويس فان دن برويك 7–6(7–5)، 6–0               | إيفا ماري فوراكيك                        | جوزي دامز ماري فوجت                                                     | سينا هيرمان بريت دو بري تشيلسي فانهاوت كاتارينا هيرينغ                 |
| سبتمبر 4                                                                     | هارين، هولندا ترابية W15 قرعة الفردي والزوجي                            | ريكي دي كونيغ مارينتي سيجبسما 6–3، 6–2              | نيكول غاديينت إيفا ماري فوراكيك          | جوزي دامز ماري فوجت                                                     | سينا هيرمان بريت دو بري تشيلسي فانهاوت كاتارينا هيرينغ                 |
| سبتمبر 4                                                                     | بوزاو، رومانيا ترابية W15 قرعة الفردي والزوجي                           | أليكسا يوليا مارجينيان 7–6(7–3)، 6–2                | انستازيا سافت                            | فيتوريا مودستي ماريا سارا بوبا                                          | إيفا ماريا يونسكو ميلانيا ديلاي نيكول فوسا هيرجو سيمونا أوجيسكو        |
| سبتمبر 4                                                                     | بوزاو، رومانيا ترابية W15 قرعة الفردي والزوجي                           | فيتوريا مودستي دوغا توركمان 0–6، 6–3، [11–9]        | يوليا أندريا يونسكو انستازيا سافت        | فيتوريا مودستي ماريا سارا بوبا                                          | إيفا ماريا يونسكو ميلانيا ديلاي نيكول فوسا هيرجو سيمونا أوجيسكو        |
| سبتمبر 4                                                                     | كورشوملييسكا بانيا، صربيا ترابية W15 قرعة الفردي والزوجي                | تمارا تشروفيتش 2–6، 6–2، 6–4                        | دونيا مارتيتش                            | مادليف هاجيمان هيلينا ستيفيك                                            | كاتيرينا لازارينكو أندجيلا لازاروفيتش ألكسندرا كوراشفيلي ناتاليا سينيك |
| سبتمبر 4                                                                     | كورشوملييسكا بانيا، صربيا ترابية W15 قرعة الفردي والزوجي                | أندجيلا لازاروفيتش تيا لوكيك 6–3، 6–2               | صوفيا ناغورنيايا · كارين ساركيسوفا       | مادليف هاجيمان هيلينا ستيفيك                                            | كاتيرينا لازارينكو أندجيلا لازاروفيتش ألكسندرا كوراشفيلي ناتاليا سينيك |
| سبتمبر 4                                                                     | يونغوول، كوريا الجنوبية صلبة W15 قرعة الفردي والزوجي                    | كيم دا-بن 6–2، 6–1                                  | باك دا-يون                               | جونج سو-نام آن يو-جين                                                   | كيم نا-ري لي اون-هي لي سو-ها هيكارو ساتو                               |
| سبتمبر 4                                                                     | يونغوول، كوريا الجنوبية صلبة W15 قرعة الفردي والزوجي                    | كيم دا-بن كيم نا-ري 6–2، 6–3                        | باك دا-يون جونج بو-يونج                  | جونج سو-نام آن يو-جين                                                   | كيم نا-ري لي اون-هي لي سو-ها هيكارو ساتو                               |
| سبتمبر 4                                                                     | المنستير، تونس صلبة W15 قرعة الفردي والزوجي                             | لميس الحسين عبد العزيز 5–7، 6–4، 6–0                | لارا بفايفر                              | سارة لانسا فيرونيكا إوالد                                               | داريا سوفيرجونكوفا نيليسي فاستر مارجو كومايو جوليا روني                |
| سبتمبر 4                                                                     | المنستير، تونس صلبة W15 قرعة الفردي والزوجي                             | ساندرا سمير كاتي دايسون 2–6، 2–6                    | أرزان ساغانديكوفا جانيل روستميفا         | سارة لانسا فيرونيكا إوالد                                               | داريا سوفيرجونكوفا نيليسي فاستر مارجو كومايو جوليا روني                |
| 11 سبتمبر                                                                    |                                                                         |                                                     |                                          |                                                                         |                                                                        |
| ITF Féminin Le Neubourg لو نوبورغ، فرنسا صلب W80 فردي – زوجي                 | سيلين نيف 6–4، 2–6، 6–7(7–9)                                            | ألينا كورنييفا                                      | فيونا فيرو أوسيان دودان                  | لوكريزيا ستيفانيني تيفاني لوميتر جيني ليم تيميا بابوش                   |                                                                        |
| ITF Féminin Le Neubourg لو نوبورغ، فرنسا صلب W80 فردي – زوجي                 | فيونا فيرو · ألينا كورنييفا · 6–7(7–9)، 5–7                             | مارينا كولب ناديا كولب                              | فيونا فيرو أوسيان دودان                  | لوكريزيا ستيفانيني تيفاني لوميتر جيني ليم تيميا بابوش                   |                                                                        |
| إسكوبية، شمال مقدونيا طين W40 قرعة الفردي والزوجي                            | ديانا رادانوفيتش 1–6، 3–6                                               | إيفا بريموراك                                       | لينا جورسكيسكا جوستينا ميكولسكيت         | ليوليا جانجين صدى ناهيمانا ديا هردجلاش أيلا أكسو                        |                                                                        |
| إسكوبية، شمال مقدونيا طين W40 قرعة الفردي والزوجي                            | جيبيك كولامباييفا جوستينا ميكولسكيت 3–6، 4–6                            | رينا سايغو يوكيانا سايغو                            | لينا جورسكيسكا جوستينا ميكولسكيت         | ليوليا جانجين صدى ناهيمانا ديا هردجلاش أيلا أكسو                        |                                                                        |
| برث، أستراليا صلب W25 قرعة الفردي والزوجي                                    | بريسكيلا هون 1–6، 6–3، 3–6                                              | تاليا جيبسون                                        | ديستاني أيافا تيلور بريستون              | ميا هورفيت بترا هول ميساكي ماتسودا ميليسا إركان                         |                                                                        |
| برث، أستراليا صلب W25 قرعة الفردي والزوجي                                    | ديستاني أيافا ماديسون إنغليس 1–6، 4–6                                   | ميساكي ماتسودا ناهو ساتو                            | ديستاني أيافا تيلور بريستون              | ميا هورفيت بترا هول ميساكي ماتسودا ميليسا إركان                         |                                                                        |
| ليرية، البرتغال صلب W25 قرعة الفردي والزوجي                                  | سوني كارتال 7–6(5–7)، 6–1، 3–6                                          | آناستاسيا زاخاروفا                                  | ماديسون سيغ أمارني بانكس                 | مارينا ميلنيكوفا · إيفا غيريرو ألفاريس · ديلاينا هيويت · تيان فانغران   |                                                                        |
| ليرية، البرتغال صلب W25 قرعة الفردي والزوجي                                  | فرانسيسكا خورخي ماتيلد خورخي 5–7، 6–7(5–7)                              | صوفيا كوستولاس جيني دورست                           | ماديسون سيغ أمارني بانكس                 | مارينا ميلنيكوفا · إيفا غيريرو ألفاريس · ديلاينا هيويت · تيان فانغران   |                                                                        |
| فارنا، بلغاريا طين W25 قرعة الفردي والزوجي                                   | إيلونا جورجيانا غيورواي 4–6، 2–6                                        | فاليريا أوليانوفيسكايا                              | ياسمين منصوري جولي شترابلوفا             | سيلفيا أمبروسيو · نينا فارغوفا · جوليا أفدييفا · إستر ميري              |                                                                        |
| فارنا، بلغاريا طين W25 قرعة الفردي والزوجي                                   | ليزا بيغاتو دانييلا فيسماني 7–6(7–4)، 7–5                               | كارولا باتريسيا بيجينارو ياسمين منصوري              | ياسمين منصوري جولي شترابلوفا             | سيلفيا أمبروسيو · نينا فارغوفا · جوليا أفدييفا · إستر ميري              |                                                                        |
| غوييانغ، الصين صلبة W25 قرعة الفردي والزوجي                                  | غو هانيو 7–5، 2–6، 6–4                                                  | ليو فانجزو                                          | جيانغ شينيو ياو شينشين                   | فنغ شوا لو جياجينغ رن يوفي وانغ جياكي                                   |                                                                        |
| غوييانغ، الصين صلبة W25 قرعة الفردي والزوجي                                  | غو هانيو جيانغ شينيو 7–5، 6–4                                           | تشو إيهشوان تشو ييتسين                              | جيانغ شينيو ياو شينشين                   | فنغ شوا لو جياجينغ رن يوفي وانغ جياكي                                   |                                                                        |
| ديجون، فرنسا ترابية W15 قرعة الفردي والزوجي                                  | فيونا غانز 6–4، 6–7(3–7)، 6–2                                           | لوسي نجوين تان                                      | مارتينا جينيس سالاس · ألكسندرا شوبلادزي  | بويانا كلينكوف · فيرونيكا بودريز · نايمة كاراموكو · آنا تشيكانسكايا     |                                                                        |
| ديجون، فرنسا ترابية W15 قرعة الفردي والزوجي                                  | بولينا باخموتكينا · تشيلسي فانهوته · 6–7(2–7)، 6–4، [10–8]              | أستريد ليو يان فون ماري ميتروكس                     | مارتينا جينيس سالاس · ألكسندرا شوبلادزي  | بويانا كلينكوف · فيرونيكا بودريز · نايمة كاراموكو · آنا تشيكانسكايا     |                                                                        |
| كورشوملييسكا بانيا، صربيا ترابية W15 قرعة الفردي والزوجي                     | مارا جوث 6–4، 2–0 انسحاب                                                | إنولا كيزا                                          | فاليري جينينا · تيا لوكيتش               | داريا يسيبتشوك جوفانا غرويتش مايا رادينكوفيتش داريا كوتشر               |                                                                        |
| كورشوملييسكا بانيا، صربيا ترابية W15 قرعة الفردي والزوجي                     | سالما دروجدوفا مارا جوث 5–2 انسحاب                                      | ألكسندرا كوراشفيلي سيلين سيمونيو                    | فاليري جينينا · تيا لوكيتش               | داريا يسيبتشوك جوفانا غرويتش مايا رادينكوفيتش داريا كوتشر               |                                                                        |
| المنستير، تونس صلبة W15 قرعة الفردي والزوجي                                  | أروزان ساغانديكوفا 7–6(8–6)، 6–0                                        | فيشنابي أدكار                                       | إلينا غريكول أندريه لوكوشيتا             | لويسا هردا باتريشيا غريغوراس لورا سيلكوفا أنيا فيلدغروبر                |                                                                        |
| المنستير، تونس صلبة W15 قرعة الفردي والزوجي                                  | أندريه لوكوشيتا نيل ميلر 6–3، 6–2                                       | داريا سوفيرجونكوفا أميليا واليغورا                  | إلينا غريكول أندريه لوكوشيتا             | لويسا هردا باتريشيا غريغوراس لورا سيلكوفا أنيا فيلدغروبر                |                                                                        |
| 18 سبتمبر                                                                    |                                                                         |                                                     |                                          |                                                                         |                                                                        |
| كالداس دا رينها ليديز أوبن كالداس دا رينها، البرتغال صلبة W60+H فردي – زوجي  | بترا ماركينكو 6–4، 6–1                                                  | ليوليا جانجين                                       | لورا بيجوسي · ألينا كورنييفا             | تيميا بابوش سوناي كارتال أماندين هيس أليس روب                           |                                                                        |
| كالداس دا رينها ليديز أوبن كالداس دا رينها، البرتغال صلبة W60+H فردي – زوجي  | فرانسيسكا خورخي ماتيلد خورخي 6–1، 2–6، [10–7]                           | أشلي لاهاي تيان فانجران                             | لورا بيجوسي · ألينا كورنييفا             | تيميا بابوش سوناي كارتال أماندين هيس أليس روب                           |                                                                        |
| بركلي تنس كلوب تشالنج بركلي، الولايات المتحدة الأراضي الصلبة W60 فردي – زوجي | مارينا ستاكوسيك 6–3، 6–4                                                | آلي كيك                                             | إيلي دوغلاس إلسا جاكيموت                 | ماديسون برينجل · جينا ديفالكو · فيكتوريا هو · تاتيانا بروزوروفا         |                                                                        |
| بركلي تنس كلوب تشالنج بركلي، الولايات المتحدة الأراضي الصلبة W60 فردي – زوجي | جيسي آني ماريا فرناندا هيرازو 7–5، 7–5                                  | إليسيا بولتون ألكساندرا بوزوفيتش                    | إيلي دوغلاس إلسا جاكيموت                 | ماديسون برينجل · جينا ديفالكو · فيكتوريا هو · تاتيانا بروزوروفا         |                                                                        |
| بزارجق، بلغاريا الطين W40 قرعات الفردي والزوجي                               | ماريا لورديس كارلي 6–1، 6–2                                             | تشالا بويوكاكاتشاي                                  | بولونا هيركوج كريستينا دينو              | ميا ريستيك سافو ساكيلاريدي نيكا راديشيك ليا كارانتشيفا                  |                                                                        |
| بزارجق، بلغاريا الطين W40 قرعات الفردي والزوجي                               | كريستينا دينو رادكا زيلنيكوفا 1–6، 7–5، [10–6]                          | غيرغانا توبالوفا دانييلا فيسماني                    | بولونا هيركوج كريستينا دينو              | ميا ريستيك سافو ساكيلاريدي نيكا راديشيك ليا كارانتشيفا                  |                                                                        |
| بيرث، أستراليا الأراضي الصلبة W25 قرعات الفردي والزوجي                       | تايله بريستون 7–5، 6–1                                                  | تاليا جيبسون                                        | بريسيلا هون إريكا سما                    | إيكونمي يامازاكي ماديسون إنغليس ناهو ساتو ديستاني أيافا                 |                                                                        |
| بيرث، أستراليا الأراضي الصلبة W25 قرعات الفردي والزوجي                       | ديستاني أيافا ماديسون إنغليس 6–3، 7–6(7–3)                              | تاليا جيبسون تايله بريستون                          | بريسيلا هون إريكا سما                    | إيكونمي يامازاكي ماديسون إنغليس ناهو ساتو ديستاني أيافا                 |                                                                        |
| كيوتو، اليابان الأراضي الصلبة (داخلية) W25 قرعات الفردي والزوجي              | صوفيا لانسيري · 6–0، 6–1                                                | هيروكو كواتا                                        | فرناندا كونتريرز مايوكا أيكاوا           | سارا سايتو شيهو أكيتا أناستاسيا كوليكوفا تساو تشيا-يي                   |                                                                        |
| كيوتو، اليابان الأراضي الصلبة (داخلية) W25 قرعات الفردي والزوجي              | آوي إيتو تساو تشيا-يي 6–2، 6–1                                          | هيرومي آبي أنري ناغاتا                              | فرناندا كونتريرز مايوكا أيكاوا           | سارا سايتو شيهو أكيتا أناستاسيا كوليكوفا تساو تشيا-يي                   |                                                                        |
| سلوبوزيا، رومانيا الطين W25 قرعات الفردي والزوجي                             | يكاترينا مكاروفا · 5–7، 6–4، 7-5                                        | لوشيا تشيريتش باغاريتش                              | إيلا سيدل فالنتيني جراماتيكوبولو         | أنيتا كوشموفا · فاليريا أوليانوفيسكايا · أنكا تودوني · أندريا ميتو      |                                                                        |
| سلوبوزيا، رومانيا الطين W25 قرعات الفردي والزوجي                             | آنا غافريلا فاليريا ستراكوها 6–2، 7–5                                   | إيلونا جورجينا جيورواي أندريا بريساكريو             | إيلا سيدل فالنتيني جراماتيكوبولو         | أنيتا كوشموفا · فاليريا أوليانوفيسكايا · أنكا تودوني · أندريا ميتو      |                                                                        |
| سانتا مارغريتا دي بولا، إيطاليا الطين W25 قرعات الفردي والزوجي               | كاثارينا هوبرغارسكي 7–5، 6–3                                            | فيديريكا بيلاردو                                    | كارلوتا مارتينيز سيريذ ديبورا كييزا      | مارتينا كولمياغنا لورا هيتارانتا ديلتا تشيروبيني كارولين راشدورف        |                                                                        |
| سانتا مارغريتا دي بولا، إيطاليا الطين W25 قرعات الفردي والزوجي               | زيفا فالكنا كاتارينا هوغباسكي 6–1، 6–2                                  | ياسمين منصوري ميرينا تونا                           | كارلوتا مارتينيز سيريذ ديبورا كييزا      | مارتينا كولمياغنا لورا هيتارانتا ديلتا تشيروبيني كارولين راشدورف        |                                                                        |
| سبتة، إسبانيا صلبة W25 الفردي والزوجي                                        | أليونا فالي · 6–1، 6–4                                                  | كاتارينا كوزاروف                                    | ليزلي كركهوف صوفيا كوستولاس              | لينا غلشكوف · كلارا فلاسيلير · كيرا بافلوا · ايفون كافالي رييمرز        |                                                                        |
| سبتة، إسبانيا صلبة W25 الفردي والزوجي                                        | ايفون كافالي رييمرز آنجيلا فيتا بولودا 7–6(7–0)، 6–3                    | كاتارينا كوزاروف ماديسون سيج                        | ليزلي كركهوف صوفيا كوستولاس              | لينا غلشكوف · كلارا فلاسيلير · كيرا بافلوا · ايفون كافالي رييمرز        |                                                                        |
| كورشومليجا بانيا، صربيا طينية W15 الفردي والزوجي                             | إلينا بريدانكينا · 7–6(7–4) انسحاب                                      | مارا غوث                                            | تمارا تشروفيتش فابييني جيتوارت           | كاتارينا جوكيش · فاليريا كارغينا · ماريا ماسيانسكايا · إليني خريستوفي   |                                                                        |
| كورشومليجا بانيا، صربيا طينية W15 الفردي والزوجي                             | إليني خريستوفي كاتارينا جوكيش 6–2، 6–3                                  | مارا غوث · إلينا بريدانكينا                         | تمارا تشروفيتش فابييني جيتوارت           | كاتارينا جوكيش · فاليريا كارغينا · ماريا ماسيانسكايا · إليني خريستوفي   |                                                                        |
| شرم الشيخ، مصر صلبة W15 الفردي والزوجي                                       | ساندرا سمير 4–6، 6–4، 6–1                                               | إلينا-تيودورا كادار                                 | كاترينا كوزموفا · يافجينيا بردينا        | أليشيا فورميلا دانييل دالي لورا سيلكوفا أنوك فرانكن بيترز               |                                                                        |
| شرم الشيخ، مصر صلبة W15 الفردي والزوجي                                       | إلينا-تيودورا كادار ساندرا سمير 6–2، 7–5                                | أشميثا إيسوارامورثي · آنا سيديشيفا                  | كاترينا كوزموفا · يافجينيا بردينا        | أليشيا فورميلا دانييل دالي لورا سيلكوفا أنوك فرانكن بيترز               |                                                                        |
| المنستير، تونس صلبة W15 الفردي والزوجي                                       | أميليا واليغورا 3–6، 6–3، 6–1                                           | إلينا ميلوفانوفيتش                                  | مارين سزوستاك ساندوغاش كينجيبايفا        | ماريا فيتوريا فيفياني إلييسا فانلانجدونك فيديريكا ساكو تيجا تيرونيلفيلي |                                                                        |
| المنستير، تونس صلبة W15 الفردي والزوجي                                       | ماغدليني أدالوغلو خريستينا فوزنياك 4–6، 6–3، [10–7]                     | فايشنافي أدكار جورجيا غولين                         | مارين سزوستاك ساندوغاش كينجيبايفا        | ماريا فيتوريا فيفياني إلييسا فانلانجدونك فيديريكا ساكو تيجا تيرونيلفيلي |                                                                        |
| 24 سبتمبر                                                                    | مركزي كوست برو تنس أوبن تيمبلتون، الولايات المتحدة صلبة W60 فردي – زوجي | تايلور تاونسيند 6–3، 6–1                            | ريناتا زارازوا                           | ماكارتني كيزلر · إيرينا شيمانوفيتش                                      | آن لي هانا تشانغ ماكينا جونز كاتي فوليتس                               |
| 24 سبتمبر                                                                    | مركزي كوست برو تنس أوبن تيمبلتون، الولايات المتحدة صلبة W60 فردي – زوجي | ماكارتني كيزلر آلانا سميث 7–5، 6–4                  | جيسي آني جيدا دانيال                     | ماكارتني كيزلر · إيرينا شيمانوفيتش                                      | آن لي هانا تشانغ ماكينا جونز كاتي فوليتس                               |
| 24 سبتمبر                                                                    | ناناو، اليابان سجاد W40 الفردي والزوجي                                  | ما يشين 7–6(8–6)، 6–7(0–7)، 6–0                     | يانغ يا يي                               | تسو شيا يي ميهو كوراموتشي                                               | مي ياماغوتشي كيسا يوشيوكا فونا كوزاكي إريكا سما                        |
| 24 سبتمبر                                                                    | ناناو، اليابان سجاد W40 الفردي والزوجي                                  | آوي إيتو إريكا سما 6–2، 7–5                         | ميهو كوراموتشي كاناكو موريساكي           | تسو شيا يي ميهو كوراموتشي                                               | مي ياماغوتشي كيسا يوشيوكا فونا كوزاكي إريكا سما                        |
| 24 سبتمبر                                                                    | كورشوملييسكا بانيا، صربيا ترابي W40 سحوبات الفردي والزوجي               | لينا جورشيكا 6–3، 6–3                               | أنطونيا روجيتش                           | دانييلا فيسماني دومينيكا شالكوفا                                        | ماري بينوا مارثا ماتولا لويس بواسون ألكسندرا كرونتش                    |
| 24 سبتمبر                                                                    | كورشوملييسكا بانيا، صربيا ترابي W40 سحوبات الفردي والزوجي               | أسترا شارما فاليريا ستراخوفا 6–1، 6–4               | أناستاسيا جاسانوفا · إيكاترينا ماكاروفا  | دانييلا فيسماني دومينيكا شالكوفا                                        | ماري بينوا مارثا ماتولا لويس بواسون ألكسندرا كرونتش                    |
| 24 سبتمبر                                                                    | سانتاريم، البرتغال صلب W25 سحوبات الفردي والزوجي                        | إيفا غيريرو ألفاريز 6–2، 4–6، 7–5                   | نفيسة بيربيروفيتش                        | مارغو روفروي ليا بوشكوفيتش                                              | كاثينكا فون ديكمان أورزولا رادفانسكا مريم بولكفادزه نوريا باريزاس دياز |
| 24 سبتمبر                                                                    | سانتاريم، البرتغال صلب W25 سحوبات الفردي والزوجي                        | دالينا هيويت ماديسون سيج 4–6، 6–2، [12–10]          | مارينا كولب ناديا كولب                   | مارغو روفروي ليا بوشكوفيتش                                              | كاثينكا فون ديكمان أورزولا رادفانسكا مريم بولكفادزه نوريا باريزاس دياز |
| 24 سبتمبر                                                                    | سانتا مارغريتا دي بولا، إيطاليا ترابي W25 سحوبات الفردي والزوجي         | نيكولا بارتونكوفا 6–0، 1–0 انسحاب.                  | كاثارينا هوبرجارسكي                      | مريم بولغارو لورا هيتارانتا                                             | إيفون كافالي ريمرز نادين كيلر تاتيانا بيري كارلوتا مارتينيز سيريز      |
| 24 سبتمبر                                                                    | سانتا مارغريتا دي بولا، إيطاليا ترابي W25 سحوبات الفردي والزوجي         | إيكاترين جورجودزي كاثارينا هوبرجارسكي 6–2، 6–4      | إيفون كافالي ريمرز أورورا زانتيديتشي     | مريم بولغارو لورا هيتارانتا                                             | إيفون كافالي ريمرز نادين كيلر تاتيانا بيري كارلوتا مارتينيز سيريز      |
| 24 سبتمبر                                                                    | لوجان، الأرجنتين ترابي W25 سحوبات الفردي والزوجي                        | سيلينا جنيشيفيتش 6–4، 7–6(7–0)                      | جولييتا لارا استابل                      | مارتينا كابيرو توبردا سولانا سييرا                                      | بيرتا بوناردي لوسينا جيوفانيني نيكول فوسا هيرغو كارلا ماركوس           |
| 24 سبتمبر                                                                    | لوجان، الأرجنتين ترابي W25 سحوبات الفردي والزوجي                        | مارتينا كابيرو توبردا فيرناندا لابرانا 6–2، 7–5     | نيكول فوسا هيرغو لويزا ماير أوف دير هايد | مارتينا كابيرو توبردا سولانا سييرا                                      | بيرتا بوناردي لوسينا جيوفانيني نيكول فوسا هيرغو كارلا ماركوس           |
| 24 سبتمبر                                                                    | شرم الشيخ، مصر صلب W15 سحوبات الفردي والزوجي                            | مارتينا كوبكا 6–3، 6–0                              | كاترينا كوزموفا                          | ساندرا سمير · كريستيانا سيدوروفا                                        | ياسمين عزت كارولين براكا بولا سيمبرانوس لورا سيليكوفا                  |
| 24 سبتمبر                                                                    | شرم الشيخ، مصر صلب W15 سحوبات الفردي والزوجي                            | إلينا تيدورا كادار ساندرا سمير 6–1، 6–4             | زوزانا بيدنارز لورا سيليكوفا             | ساندرا سمير · كريستيانا سيدوروفا                                        | ياسمين عزت كارولين براكا بولا سيمبرانوس لورا سيليكوفا                  |
| 24 سبتمبر                                                                    | المنستير، تونس صلب W15 سحوبات الفردي والزوجي                            | ديانا مارتينوف 6–4، 6–2                             | جينا فيستل                               | رانه أكوا ستويبر فيولا توريني                                           | لوسيا لينارس دومينغو يليزافيتا كوتليار صوفيا كاميلا روجاس إميلي ولكر   |
| 24 سبتمبر                                                                    | المنستير، تونس صلب W15 سحوبات الفردي والزوجي                            | لورا بونر جينا فيستل 7–5، 6–0                       | جورجيا جولين كاميلا زانوليني             | رانه أكوا ستويبر فيولا توريني                                           | لوسيا لينارس دومينغو يليزافيتا كوتليار صوفيا كاميلا روجاس إميلي ولكر   |
| 24 سبتمبر                                                                    | هيلتون هيد، الولايات المتحدة طين W15 فردي وزوجي القرعة                  | صوفيا بيولي 4–6، 6–2، 6–4                           | واكانا سونوب                             | ماريا فلورنسيا أروتيا لين سليث                                          | كيرا ماتوشكينا · جانتي تيلبورجر · سلمى إيوينج · هسو تشيه يو            |
| 24 سبتمبر                                                                    | هيلتون هيد، الولايات المتحدة طين W15 فردي وزوجي القرعة                  | هسو تشيه يو ميا ياماكيتا 6–2، 7–5                   | لوسيانا بيريز ألركون واكانا سونوب        | ماريا فلورنسيا أروتيا لين سليث                                          | كيرا ماتوشكينا · جانتي تيلبورجر · سلمى إيوينج · هسو تشيه يو            |

## روابط خارجية
- الاتحاد الدولي لكرة المضرب (ITF)